# 24 Heures du Mans 2025
Navigation
Édition précédente Édition suivante
Les 24 Heures du Mans 2025 sont la 93e édition de l'épreuve et se déroulent les 14 et 15 juin 2025 sur le circuit de la Sarthe. Elles constituent la 4e épreuve du Championnat du monde d'endurance FIA 2025.
Cette édition marque un troisième succès consécutif pour Ferrari au Mans, avec cette fois une équipe client (AF Corse). La victoire de Robert Kubica souligne aussi son retour spectaculaire après un grave accident de rallye en 2011, faisant de lui le premier pilote polonais à remporter l’épreuve.

## Engagés

### Invités
La participation aux 24 Heures du Mans se fait sur invitation uniquement.

#### Invitation dans la catégorie «Garage 56» ouInnovative car
Afin de promouvoir les nouvelles technologies, l'ACO peut inviter un concurrent présentant une voiture innovante (en catégorie « Garage 56 » ou « Innovative car ») ne répondant pas aux règlements techniques en vigueur du Championnat du monde d'endurance de la FIA.

#### Invitations automatiques
Selon l'annexe 9 du Règlement Spécifique des 24 Heures du Mans 2024, ces invitations ne peuvent être accordées que si la voiture concernée est engagée en 2025 en ELMS, en Asian Le Mans Series 2025-2026 ou en IMSA Weathertech Sportscar Championship
| Raison de l'invitation                                                                          | HYPERCAR                  | LMP2                      | LMGT3                 |
| ----------------------------------------------------------------------------------------------- | ------------------------- | ------------------------- | --------------------- |
| Champions ELMS 2024 (LMP2 et GTE)                                                               |                           | AO par TF                 | Iron Lynx             |
| Deuxième ELMS 2024 (LMP2)                                                                       |                           | Inter Europol Competition |                       |
| Champion ELMS 2024 (LMP2 Pro-Am)                                                                |                           | AF Corse                  |                       |
| Champion ELMS 2024 (LMP3)                                                                       |                           | RLR Msport                |                       |
| Lauréat du trophée Jim Trueman (en) attribué par l'IMSA WeatherTech SportsCar Championship 2024 |                           | Nick Boulle               |                       |
| Lauréat du trophée Bob Akin attribué par l'IMSA WeatherTech SportsCar Championship 2024         |                           |                           | Orey Fidani (en)      |
| Troisième invitation attribuée par l'IMSA                                                       | Porsche Penske Motorsport |                           |                       |
| Champions Asian Le Mans Series 2024-2025 (LMP2 et GT3)                                          |                           | Algarve Pro Racing        | Manthey Racing        |
| Champion GT World Challenge Europe Endurance Cup 2024 (Bronze Cup)                              |                           |                           | Sky – Tempesta Racing |

#### Invitation des concurrents engagés dans le Championnat du monde d’endurance de la FIA 2025
Les écuries engagées dans le Championnat du monde d'endurance FIA 2025 sont invitées (les 24 Heures du Mans étant une épreuve de ce championnat).

#### Autres invitations
Les autres invitations sont distribuées à la discrétion de l'ACO (parmi les candidatures déposées).

### Liste officielle
Lors de cette édition 2025 des 24 Heures du Mans, 186 pilotes s'élancent de la grille de départ.
| 31 Britanniques | 30 Français     | 15 Italiens   | 13 Américains      | 9 Danois    |
| 8 Allemands     | 8 Brésiliens    | 8 Néerlandais | 8 Suisses          | 6 Belges    |
| 5 Australiens   | 5 Autrichiens   | 5 Espagnols   | 4 Japonais         | 3 Canadiens |
| 3 Néo-Zélandais | 3 Portugais     | 2 Argentins   | 2 Hongkongais      | 2 Irlandais |
| 2 Polonais      | 2 Sud-africains | 1 Andorran    | 1 Angolais         | 1 Chinois   |
| 1 Christophien  | 1 Chypriote     | 1 Indonésien  | 1 Liechtensteinois | 1 Mexicain  |
| 1 Norvégien     | 1 Omanais       | 1 Roumain     | 1 Russe            | 1 Turc      |

La liste des engagés est révelée le 3 mars 2025.

Championnat dans lequel la voiture est engagée :
- European Le Mans Series
- WeatherTech SportsCar Championship
- Asian Le Mans Series
- GT World Challenge Europe Endurance Cup

Classe dans laquelle la voiture est engagée :
- LMP2
- LMP2 Pro/Am

| N°                     | Écurie                       | Voiture                      | Type     | Pneu     | Pilote 1               | Pilote 2                 | Pilote 3                 |
| Hypercar               | Hypercar                     | Hypercar                     | Hypercar | Hypercar | Hypercar               | Hypercar                 | Hypercar                 |
| ---------------------- | ---------------------------- | ---------------------------- | -------- | -------- | ---------------------- | ------------------------ | ------------------------ |
| 007                    | Aston Martin THOR Team       | Aston Martin Valkyrie        | LMH      | M        | Harry Tincknell        | Tom Gamble               | Ross Gunn (en)           |
| 009                    | Aston Martin THOR Team       | Aston Martin Valkyrie        | LMH      | M        | Alex Riberas           | Marco Sørensen           | Roman De Angelis (en)    |
| 4                      | Porsche Penske Motorsport    | Porsche 963                  | LMDh     | M        | Felipe Nasr            | Nick Tandy               | Pascal Wehrlein          |
| 5                      | Porsche Penske Motorsport    | Porsche 963                  | LMDh     | M        | Julien Andlauer        | Michael Christensen      | Mathieu Jaminet          |
| 6                      | Porsche Penske Motorsport    | Porsche 963                  | LMDh     | M        | Kévin Estre            | Laurens Vanthoor         | Matt Campbell            |
| 7                      | Toyota Gazoo Racing          | Toyota GR010 Hybrid          | LMH      | M        | Mike Conway            | Kamui Kobayashi          | Nyck de Vries            |
| 8                      | Toyota Gazoo Racing          | Toyota GR010 Hybrid          | LMH      | M        | Sébastien Buemi        | Brendon Hartley          | Ryo Hirakawa             |
| 12                     | Cadillac Hertz Team Jota     | Cadillac V-Series.R          | LMDh     | M        | Will Stevens           | Norman Nato              | Alex Lynn                |
| 15                     | BMW M Team WRT               | BMW M Hybrid V8              | LMDh     | M        | Dries Vanthoor         | Raffaele Marciello       | Kevin Magnussen          |
| 20                     | BMW M Team WRT               | BMW M Hybrid V8              | LMDh     | M        | René Rast              | Robin Frijns             | Sheldon van der Linde    |
| 35                     | Alpine Endurance Team        | Alpine A424                  | LMDh     | M        | Paul-Loup Chatin       | Ferdinand Habsburg       | Charles Milesi           |
| 36                     | Alpine Endurance Team        | Alpine A424                  | LMDh     | M        | Mick Schumacher        | Frédéric Makowiecki      | Jules Gounon             |
| 38                     | Cadillac Hertz Team Jota     | Cadillac V-Series.R          | LMDh     | M        | Earl Bamber            | Sébastien Bourdais       | Jenson Button            |
| 50                     | Ferrari AF Corse             | Ferrari 499P                 | LMH      | M        | Antonio Fuoco          | Nicklas Nielsen          | Miguel Molina            |
| 51                     | Ferrari AF Corse             | Ferrari 499P                 | LMH      | M        | Alessandro Pier Guidi  | James Calado             | Antonio Giovinazzi       |
| 83                     | AF Corse                     | Ferrari 499P                 | LMH      | M        | Robert Kubica          | Ye Yifei                 | Phil Hanson              |
| 93                     | Peugeot TotalEnergies        | Peugeot 9X8                  | LMH      | M        | Paul di Resta          | Mikkel Jensen            | Jean-Éric Vergne         |
| 94                     | Peugeot TotalEnergies        | Peugeot 9X8                  | LMH      | M        | Loïc Duval             | Malthe Jakobsen          | Stoffel Vandoorne        |
| 99                     | Proton Competition           | Porsche 963                  | LMDh     | M        | Neel Jani              | Nicolas Pino             | Nicolás Varrone (en)     |
| 101                    | Cadillac Wayne Taylor Racing | Cadillac V-Series.R          | LMDh     | M        | Ricky Taylor           | Jordan Taylor            | Filipe Albuquerque       |
| 311                    | Cadillac Whelen              | Cadillac V-Series.R          | LMDh     | M        | Jack Aitken            | Felipe Drugovich         | Frederik Vesti           |
| LMP2                   |                              |                              |          |          |                        |                          |                          |
| 9                      | Iron Lynx - Proton           | Oreca 07                     | P2       | G        | Jonas Ried             | Macéo Capietto           | Reshad de Gerus          |
| 11                     | Proton Competition           | Oreca 07                     | PA       | G        | Giorgio Roda           | René Binder              | Bent Viscaal             |
| 16                     | RLR Msport                   | Oreca 07                     | PA       | G        | Michael Jensen (de)    | Ryan Cullen              | Patrick Pilet            |
| 18                     | IDEC Sport                   | Oreca 07                     | P2       | G        | Jamie Chadwick         | Mathys Jaubert           | André Lotterer           |
| 22                     | United Autosports            | Oreca 07                     | P2       | G        | Renger van der Zande   | Pietro Fittipaldi        | David Heinemeier Hansson |
| 23                     | United Autosports            | Oreca 07                     | PA       | G        | Daniel Schneider       | Oliver Jarvis            | Ben Hanley               |
| 24                     | Nielsen Racing               | Oreca 07                     | PA       | G        | Naveen Rao (de)        | Cem Bölükbaşı            | Colin Braun              |
| 25                     | Algarve Pro Racing           | Oreca 07                     | P2       | G        | Matthias Kaiser        | Lorenzo Fluxá            | Théo Pourchaire          |
| 28                     | IDEC Sport                   | Oreca 07                     | P2       | G        | Paul Lafargue          | Job van Uitert           | Sebastián Álvarez (en)   |
| 29                     | TDS Racing                   | Oreca 07                     | PA       | G        | Rodrigo Sales          | Mathias Beche            | Clément Novalak          |
| 34                     | Inter Europol Competition    | Oreca 07                     | PA       | G        | Nick Boulle            | Jean-Baptiste Simmenauer | Luca Ghiotto             |
| 37                     | CLX Pure Rxcing              | Oreca 07                     | P2       | G        | Alex Malykhin (en)     | Tom Blomqvist            | Tristan Vautier          |
| 43                     | Inter Europol Competition    | Oreca 07                     | P2       | G        | Jakub Śmiechowski      | Tom Dillmann             | Nick Yelloly             |
| 45                     | Algarve Pro Racing           | Oreca 07                     | PA       | G        | George Kurtz           | Nicky Catsburg           | Alex Quinn               |
| 48                     | VDS Panis Racing             | Oreca 07                     | P2       | G        | Oliver Gray            | Esteban Masson           | Franck Perera            |
| 155                    | AF Corse                     | Oreca 07                     | PA       | G        | François Perrodo       | Matthieu Vaxiviere       | António Félix da Costa   |
| 199                    | AO by TF                     | Oreca 07                     | PA       | G        | P. J. Hyett (en)       | Dane Cameron             | Louis Delétraz           |
| LMGT3                  |                              |                              |          |          |                        |                          |                          |
| 10                     | Racing Spirit of Léman       | Aston Martin Vantage GT3     | LMGT3    | G        | Derek DeBoer           | Valentin Hasse-Clot (en) | Eduardo Barrichello      |
| 13                     | AWA Racing                   | Chevrolet Corvette Z06 GT3.R | LMGT3    | G        | Orey Fidani (en)       | Lars Kern                | Matthew Bell             |
| 21                     | Vista AF Corse               | Ferrari 296 GT3              | LMGT3    | G        | François Hériau        | Simon Mann               | Alessio Rovera           |
| 27                     | Heart of Racing Team         | Aston Martin Vantage GT3     | LMGT3    | G        | Ian James              | Mattia Drudi (en)        | Zacharie Robichon        |
| 31                     | The Bend Team WRT            | BMW M4 GT3                   | LMGT3    | G        | Yasser Shahin (en)     | Timur Boguslavskiy       | Augusto Farfus           |
| 33                     | TF Sport                     | Chevrolet Corvette Z06 GT3.R | LMGT3    | G        | Ben Keating            | Jonny Edgar              | Daniel Juncadella        |
| 46                     | Team WRT                     | BMW M4 GT3                   | LMGT3    | G        | Ahmad Al Harthy        | Valentino Rossi          | Kelvin van der Linde     |
| 54                     | Vista AF Corse               | Ferrari 296 GT3              | LMGT3    | G        | Thomas Flohr           | Francesco Castellacci    | Davide Rigon             |
| 57                     | Kessel Racing                | Ferrari 296 GT3              | LMGT3    | G        | Takeshi Kimura (en)    | Daniel Serra             | Casper Stevenson (en)    |
| 59                     | United Autosports            | McLaren 720S GT3 Evo         | LMGT3    | G        | James Cottingham       | Grégoire Saucy           | Sébastien Baud (en)      |
| 60                     | Iron Lynx                    | Mercedes-AMG GT3             | LMGT3    | G        | Andrew Gilbert         | Fran Rueda (es)          | Lorcan Hanafin (en)      |
| 61                     | Iron Lynx                    | Mercedes-AMG GT3             | LMGT3    | G        | Martin Berry           | Lin Hodenius             | Maxime Martin            |
| 63                     | Iron Lynx                    | Mercedes-AMG GT3             | LMGT3    | G        | Stephen Grove          | Brenton Grove (en)       | Luca Stolz (en)          |
| 77                     | Proton Competition           | Ford Mustang GT3             | LMGT3    | G        | Bernardo Sousa (en)    | Ben Tuck (en)            | Benjamin Barker          |
| 78                     | Akkodis ASP Team             | Lexus RC F GT3               | LMGT3    | G        | Arnold Robin           | Jack Hawksworth          | Finn Gehrsitz            |
| 81                     | TF Sport                     | Chevrolet Corvette Z06 GT3.R | LMGT3    | G        | Tom van Rompuy (de)    | Rui Andrade              | Charlie Eastwood         |
| 85                     | Iron Dames                   | Porsche 911 GT3 R            | LMGT3    | G        | Célia Martin (en)      | Rahel Frey               | Sarah Bovy               |
| 87                     | Akkodis ASP Team             | Lexus RC F GT3               | LMGT3    | G        | Răzvan Umbrărescu (en) | José María López         | Clemens Schmid (en)      |
| 88                     | Proton Competition           | Ford Mustang GT3             | LMGT3    | G        | Stefano Gattuso (en)   | Giammarco Levorato       | Dennis Olsen             |
| 90                     | Manthey                      | Porsche 911 GT3 R            | LMGT3    | G        | Antares Au (en)        | Loek Hartog (en)         | Klaus Bachler            |
| 92                     | Manthey 1st Phorm            | Porsche 911 GT3 R            | LMGT3    | G        | Ryan Hardwick          | Riccardo Pera            | Richard Lietz            |
| 95                     | United Autosports            | McLaren 720S GT3 Evo         | LMGT3    | G        | Darren Leung (en)      | Sean Gelael              | Marino Sato              |
| 150                    | Richard Mille AF Corse       | Ferrari 296 GT3              | LMGT3    | G        | Custódio Toledo        | Lilou Wadoux             | Riccardo Agostini (en)   |
| 193                    | Ziggo Sport Tempesta         | Ferrari 296 GT3              | LMGT3    | G        | Jonathan Hui (en)      | Chris Froggatt           | Eddie Cheever III (en)   |
| Sources : Ouest-France |                              |                              |          |          |                        |                          |                          |

#### Réservistes
| Ordre | Catégorie | N° | Pays | Écurie             | Voiture         | Pneu | Pilote 1                  | Pilote 2        | Pilote 3 |
| ----- | --------- | -- | ---- | ------------------ | --------------- | ---- | ------------------------- | --------------- | -------- |
| 1     | Hypercar  | 44 |      | Proton Competition | Porsche 963     | M    | Tristan Vautier           |                 |          |
| 2     | LMGT3     | 86 |      | GR Racing          | Ferrari 296 GT3 | G    | Michael Wainwright        |                 |          |
| 3     | LMP2 PA   | 3  |      | DKR Engineering    | Oreca 07        | G    | Alexander Mattschull (de) |                 |          |
| 4     | LMP2 PA   | 30 |      | Duqueine Team      | Oreca 07        | G    | Mark Patterson            |                 |          |
| 5     | LMGT3     | 66 |      | JMW Motorsport     | Ferrari 296 GT3 | G    | Scott Noble               | Jason Hart      |          |
| 6     | LMP2 P2   | 26 |      | Vector Sport       | Oreca 07        | G    | Ryan Cullen               | Vladislav Lomko |          |

## Journée Test
| Pos. | Classe   | N°  | Écurie                    | Séance 1 | Séance 2 |
| ---- | -------- | --- | ------------------------- | -------- | -------- |
| 1    | Hypercar | 83  | AF Corse Ferrari          | 3:27.010 | 3:27.357 |
| 2    | Hypercar | 8   | Toyota Gazoo Racing       | 3:28.000 | 3:26.246 |
| 3    | Hypercar | 38  | Cadillac Hertz Team Jota  | 3:28.491 | 3:29.119 |
| 4    | Hypercar | 51  | Ferrari AF Corse          | 3:28.843 | 3:26.777 |
| 5    | Hypercar | 311 | Cadillac Whelen           | 3:28.923 | 3:28.097 |
| 6    | Hypercar | 6   | Porsche Penske Motorsport | 3:29.002 | 3:27.356 |
| 7    | Hypercar | 20  | BMW M Team WRT            | 3:29.015 | 3:27.554 |
| 8    | Hypercar | 50  | Ferrari AF Corse          | 3:29.193 | 3:27.516 |
| 9    | Hypercar | 7   | Toyota Gazoo Racing       | 3:29.277 | 3:28.385 |
| 10   | Hypercar | 5   | Porsche Penske Motorsport | 3:29.347 | 3:27.783 |
| 11   | Hypercar | 009 | Aston Martin Thor Team    | 3:29.418 | 3:29.422 |
| 12   | Hypercar | 36  | Aston Martin Thor Team    | 3:29.673 | 3:27.313 |
| 13   | Hypercar | 35  | Alpine Endurance Team     | 3:29.673 | 3:27.754 |
| 14   | Hypercar | 12  | Cadillac Hertz Team Jota  | 3:29.821 | 3:27.620 |
| 15   | Hypercar | 007 | Aston Martin              | 3:29.960 | 3:29.249 |
| 16   | Hypercar | 4   | Porsche Penske Motorsport | 3:29.976 | 3:27.489 |
| 17   | Hypercar | 99  | Proton Competition        | 3:30.421 | 3:28.675 |
| 18   | Hypercar | 15  | BMW M Team WRT            | 3:30.556 | 3:27.959 |
| 19   | Hypercar | 93  | Peugeot TotalEnergies     | 3:30.814 | 3:29.386 |
| 20   | Hypercar | 94  | Peugeot TotalEnergies     | 3:31.759 | 3:29.440 |
| 21   | Hypercar | 101 | Cadillac WTR              | 3:31.849 | 3:28.909 |
| 22   | LMP2     | 16  | RLR M Sport               | 3:36.593 | 3:35.770 |
| 23   | LMP2     | 37  | CLX – Pure Rxing          | 3:36.853 | 3:36.225 |
| 24   | LMP2     | 43  | Inter Europol Competition | 3:36.927 | 3:36.566 |
| 25   | LMP2     | 28  | IDEC Sport                | 3:36.975 | 3:38.098 |
| 26   | LMP2     | 29  | TDS Racing                | 3:37.243 | 3:36.225 |
| 27   | LMP2     | 23  | United Autosports         | 3:37.611 | 3:37.642 |
| 28   | LMP2     | 22  | United Autosports         | 3:37.983 | 3:35.770 |
| 29   | LMP2     | 11  | Proton Competition        | 3:38.333 | 3:38.552 |
| 30   | LMP2     | 183 | AF Corse                  | 3:38.338 | 3:37.519 |
| 31   | LMP2     | 25  | Algarve Pro Racing        | 3:38.387 | 3:39.357 |
| 32   | LMP2     | 18  | IDEC Sport                | 3:38.407 | 3:38.300 |
| 33   | LMP2     | 9   | Iron Lynx – Proton        | 3:38.662 | 3:39.330 |
| 34   | LMP2     | 48  | VDS Panis Racing          | 3:38.746 | 3:39.451 |
| 35   | LMP2     | 199 | AO by TF                  | 3:38.929 | 3:36.540 |
| 36   | LMP2     | 24  | Nielsen Racing            | 3:39.479 | 3:38.514 |
| 37   | LMP2     | 45  | Algarve Pro Racing        | 3:39.684 | 3:38.431 |
| 38   | LMP2     | 34  | Inter Europol Competition | 3:41.778 | 3:40.264 |
| 39   | LMGT3    | 87  | Akkodis ASP Team          | 3:57.109 | 3:55.276 |
| 40   | LMGT3    | 21  | Vista AF Corse            | 3:57.378 | 3:56.835 |
| 41   | LMGT3    | 78  | Akkodis ASP Team          | 3:57.807 | 3:57.227 |
| 42   | LMGT3    | 57  | Kessel Racing             | 3:58.018 | 3:56.993 |
| 43   | LMGT3    | 150 | Richard Mille AF Corse    | 3:58.123 | 3:58.056 |
| 44   | LMGT3    | 31  | The Bend Team WRT         | 3:58.324 | 3:58.040 |
| 45   | LMGT3    | 46  | Team WRT                  | 3:58.515 | 3:58.294 |
| 46   | LMGT3    | 54  | Vista AF Corse            | 3:58.731 | 3:57.666 |
| 47   | LMGT3    | 95  | United Autosports         | 3:58.938 | 3:58.647 |
| 48   | LMGT3    | 10  | Racing Spirit of Le Mans  | 3:59.197 | 3:58.703 |
| 49   | LMGT3    | 193 | Ziggo Sport Tempesta      | 3:58.731 | 3:58.827 |
| 50   | LMGT3    | 88  | Proton Competition        | 3:59.607 | 3:58.634 |
| 51   | LMGT3    | 90  | Manthey                   | 3:59.731 | 3:57.769 |
| 52   | LMGT3    | 77  | Proton Competition        | 3:59.806 | 3:58.442 |
| 53   | LMGT3    | 63  | Iron Lynx                 | 4:00.175 | 3:59.458 |
| 54   | LMGT3    | 61  | Iron Lynx                 | 4:00.307 | 3:58.721 |
| 55   | LMGT3    | 81  | TF Sport                  | 4:00.252 | 3:59.192 |
| 56   | LMGT3    | 60  | Iron Lynx                 | 4:00.584 | 3:59.913 |
| 57   | LMGT3    | 33  | TF Sport                  | 4:01.203 | 3:59.477 |
| 58   | LMGT3    | 59  | United Autosports         | 4:00.900 | 3:58.872 |
| 59   | LMGT3    | 13  | AWA Racing                | 4:00.860 | 4:00.249 |
| 60   | LMGT3    | 85  | Iron Dames                | 4:01.416 | 3:59.615 |

## Essais Libres

### Première séance (11 juin – en fin d’après-midi)
Hypercar :
- Sébastien Bourdais (#38 Cadillac Jota) signe le meilleur temps en 3:25.148, précédant la Ferrari #50 (3:25.302), la Porsche #6 et la Toyota #8[5],[6],[7].

- Une première interruption provoquée par un accident de la Mercedes #63 (Iron Lynx) aux chicanes Dunlop, nécessitant un drapeau rouge et réparations de barrières.

LMP2 :
- Le meilleur temps revient à la RLR M Sport #16 (Patrick Pilet) en 3:36.888, suivie par la #43 Inter Europol et la #45 Algarve[6],[7].

LMGT3 :
- La Lexus #78 d’Akkodis ASP (Jack Hawksworth) réalise le meilleur tour en 3:57.248, devant la Ferrari #54 et l’Aston Martin #10[6],[7].

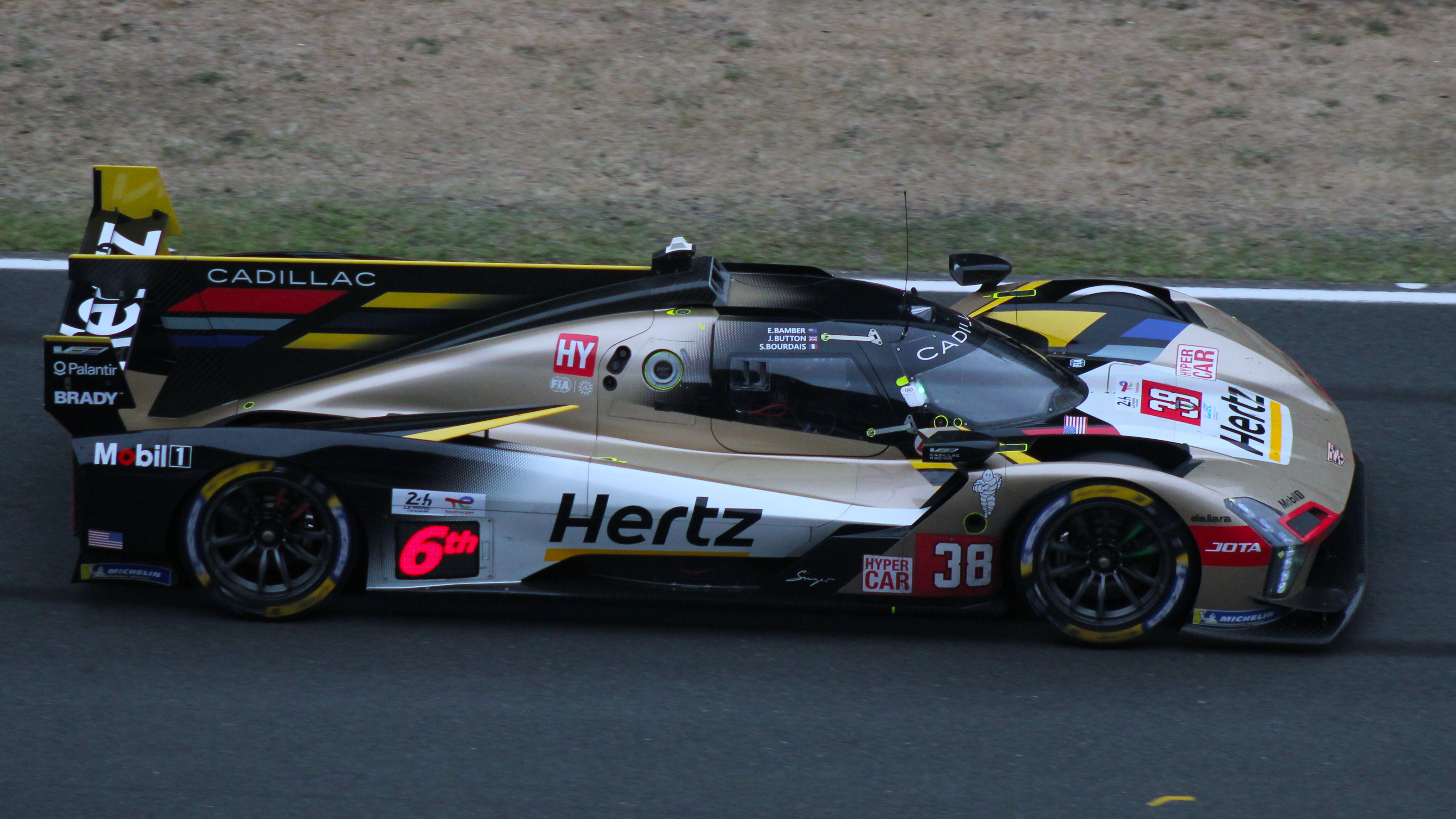
Cadillac Jota #38
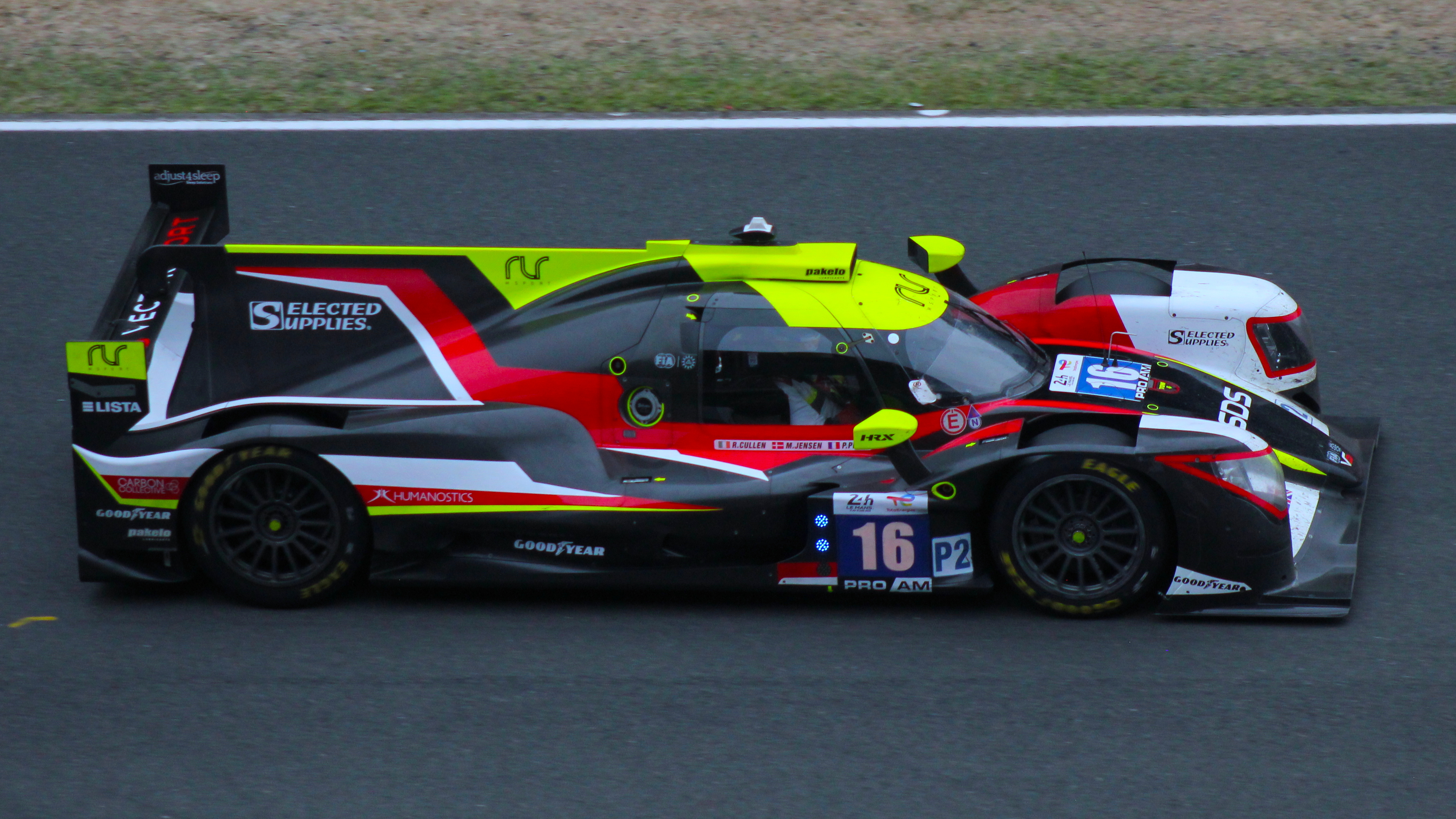
RLR M Sport #16
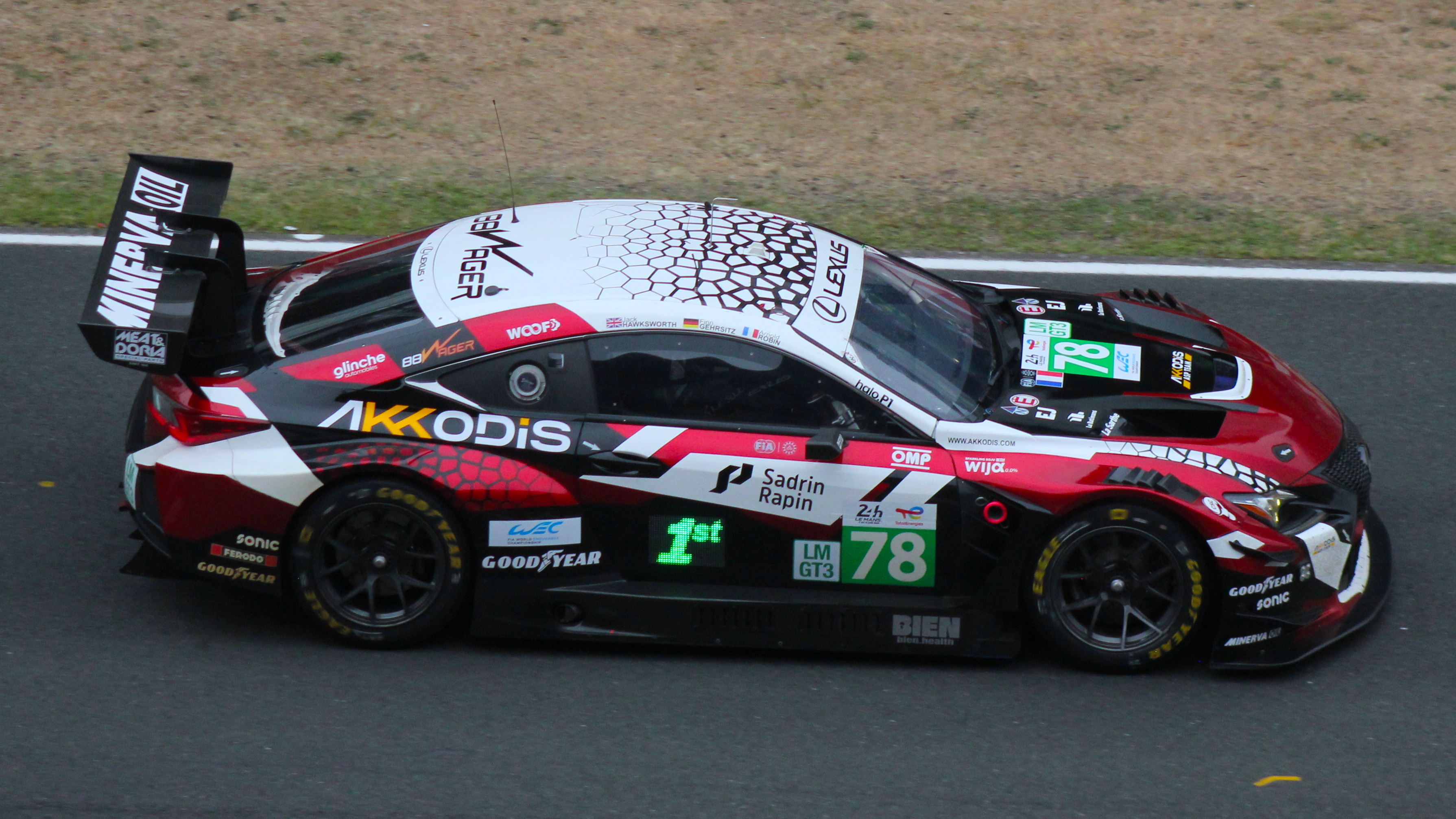
Lexus Akkodis ASP #78

### Deuxième séance (11 juin – en soirée)
Hypercar :
- Robert Kubica (#83 Ferrari) améliore en 3:25.101, mais son chrono est annulé pour excès de vitesse dans la voie des stands. Le temps retenu est 3:26.156, permettant à la Toyota #8 d’être en tête.
- L’ordre se termine avec la Cadillac #12 en troisième position, suivie de la Porsche #4 et de la Ferrari #50 .

LMP2 :
- Dane Cameron (#199 AO by TF) signe la référence en 3:37.515, devant la United Autosports #22 (Pietro Fittipaldi) et la CLX Pure #37 (Tom Blomqvist)[5],[6],[7].

LMGT3 :
- Le meilleur temps est établi par le Lexus #87 (José María López) en 3:55.422, suivi par la Porsche Manthey #91.
- Deux voitures ne participent pas à la séance : la Corvette #33 (TF Sport) pour une fuite de boîte, et la Mercedes #63 (Iron Lynx)[7].

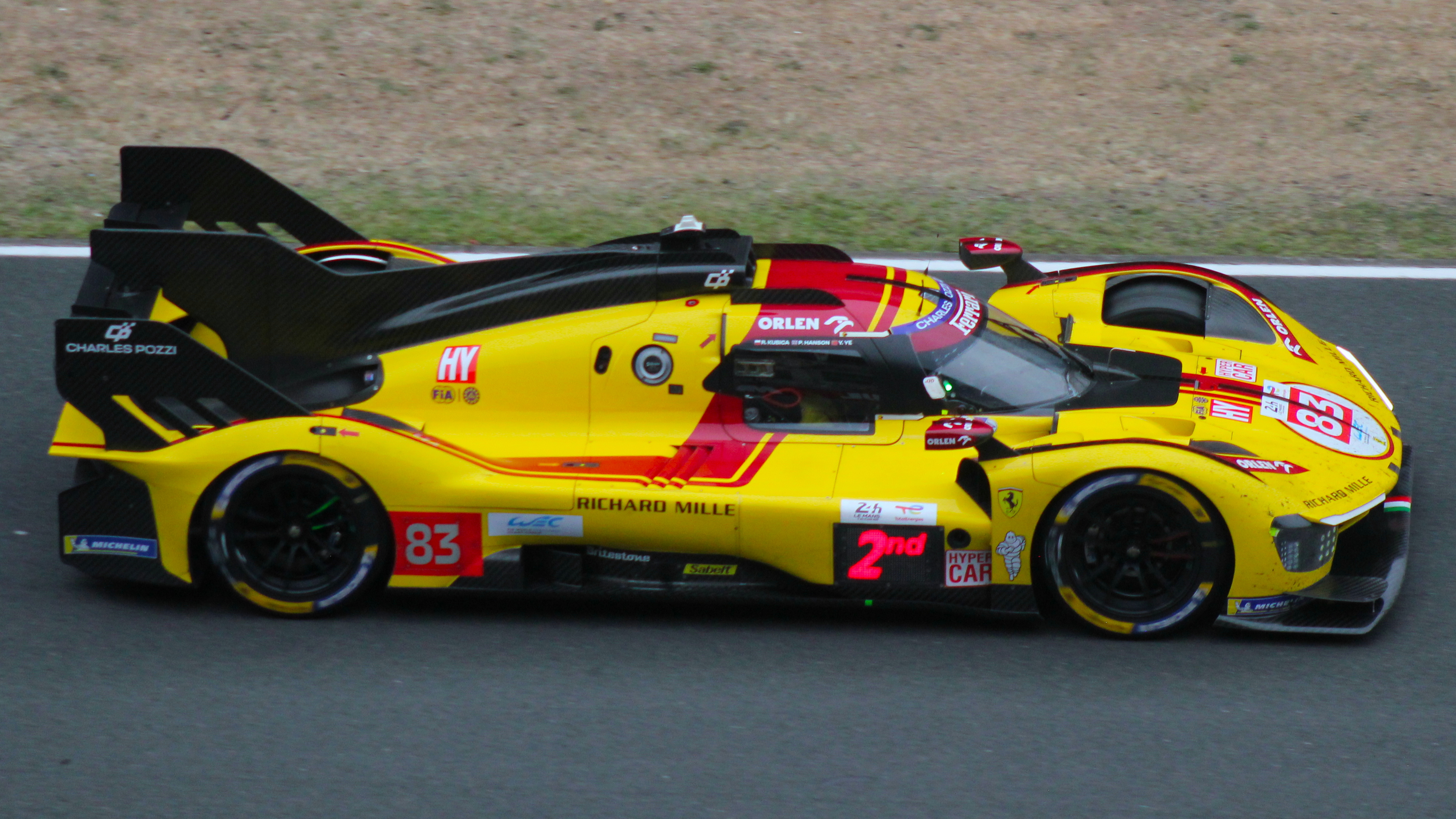
Ferrari AF Corse #83
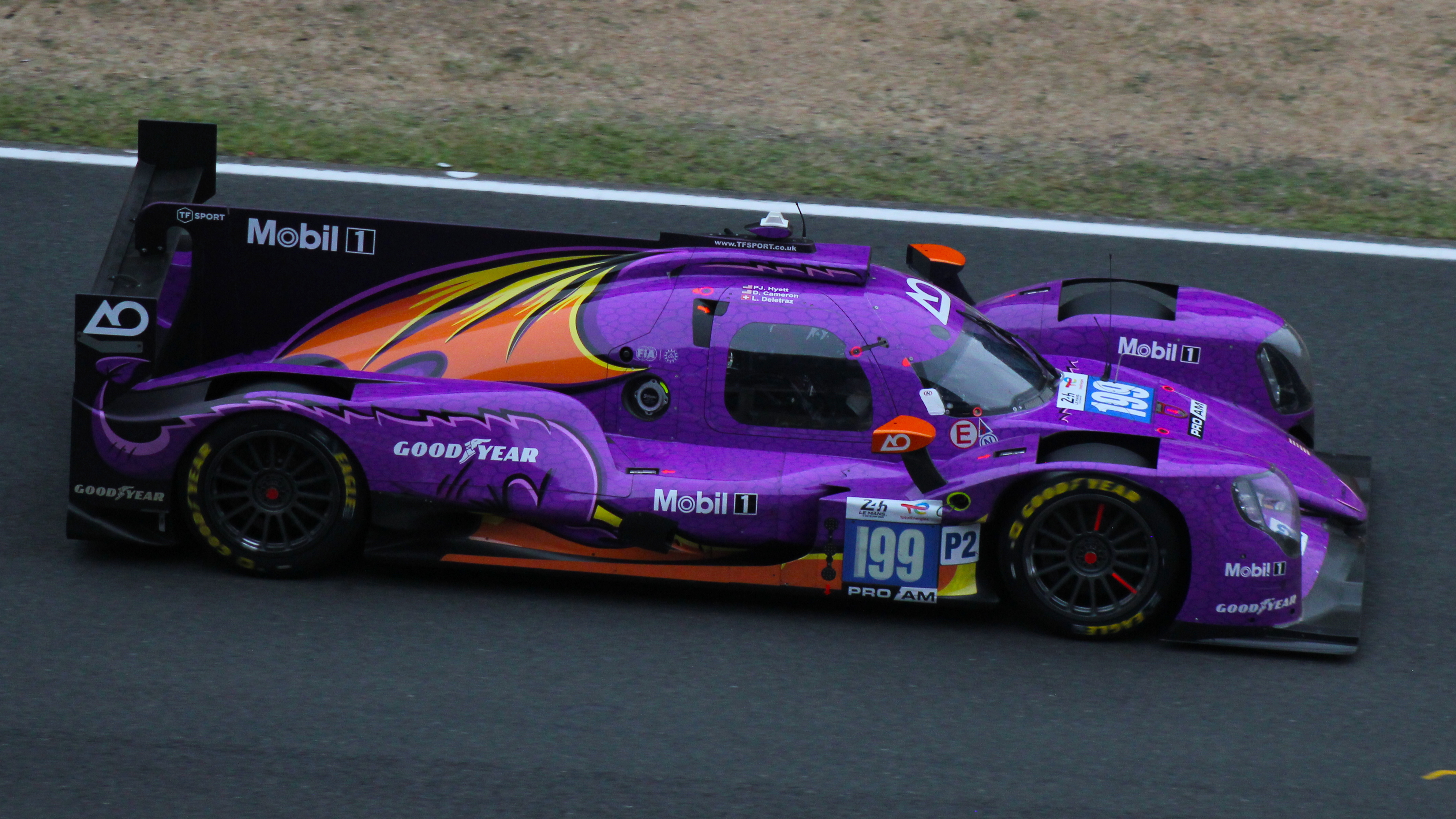
AO by TF #199
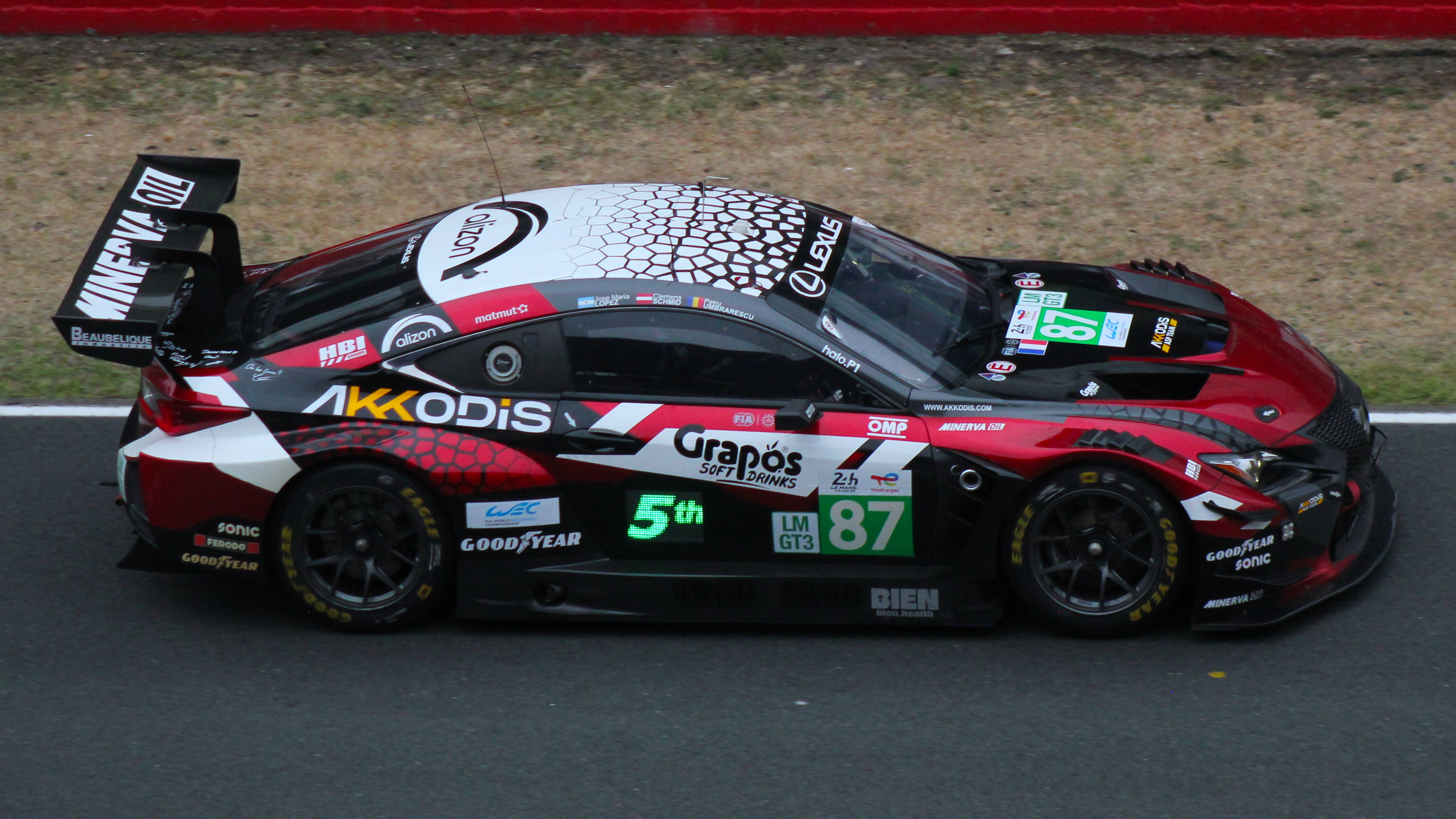
Lexus Akkodis ASP #87

### Troisième séance (12 juin – après-midi)
Hypercar :
- Mathieu Jaminet (#5 Porsche Penske) termine en tête avec 3:24.717, suivi par les Cadillac Jota #38 et #12, puis les Ferrari #51 et #83.
- La Cadillac #101 souffre d’un remplacement de moteur et ne complète pas la séance[7].

LMP2 :
- Mathias Beche (#29 TDS Racing) réalise un tour en 3:36.827, suivi de peu par la Inter Europol #43 (Tom Dillmann)[6],[7].
- Deux accidents impliquent la #183 AF Corse et la #37 CLX Pure, provoquant un drapeau rouge et réparations des barrières[7].
- Job van Uitert (#28 IDEC) perd une roue dans les courbes Porsche mais regagne les stands[7].

LMGT3 :
- Zacharie Robichon (#27 Heart of Racing Aston Martin) mène les chronos avec 3:55.897, devant la Porsche #92 et la Lexus #78[5],[7].

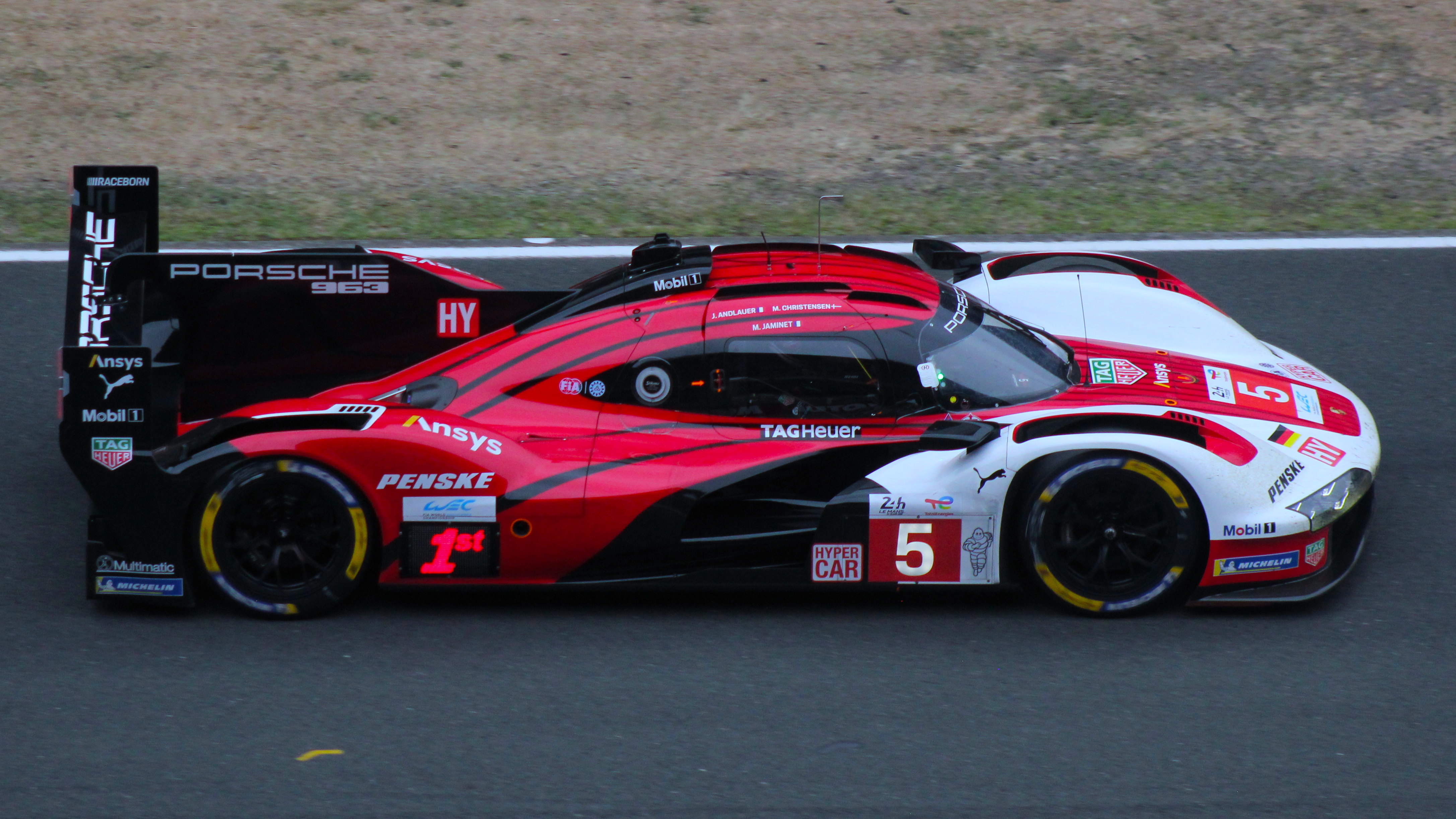
Porsche Penske #5
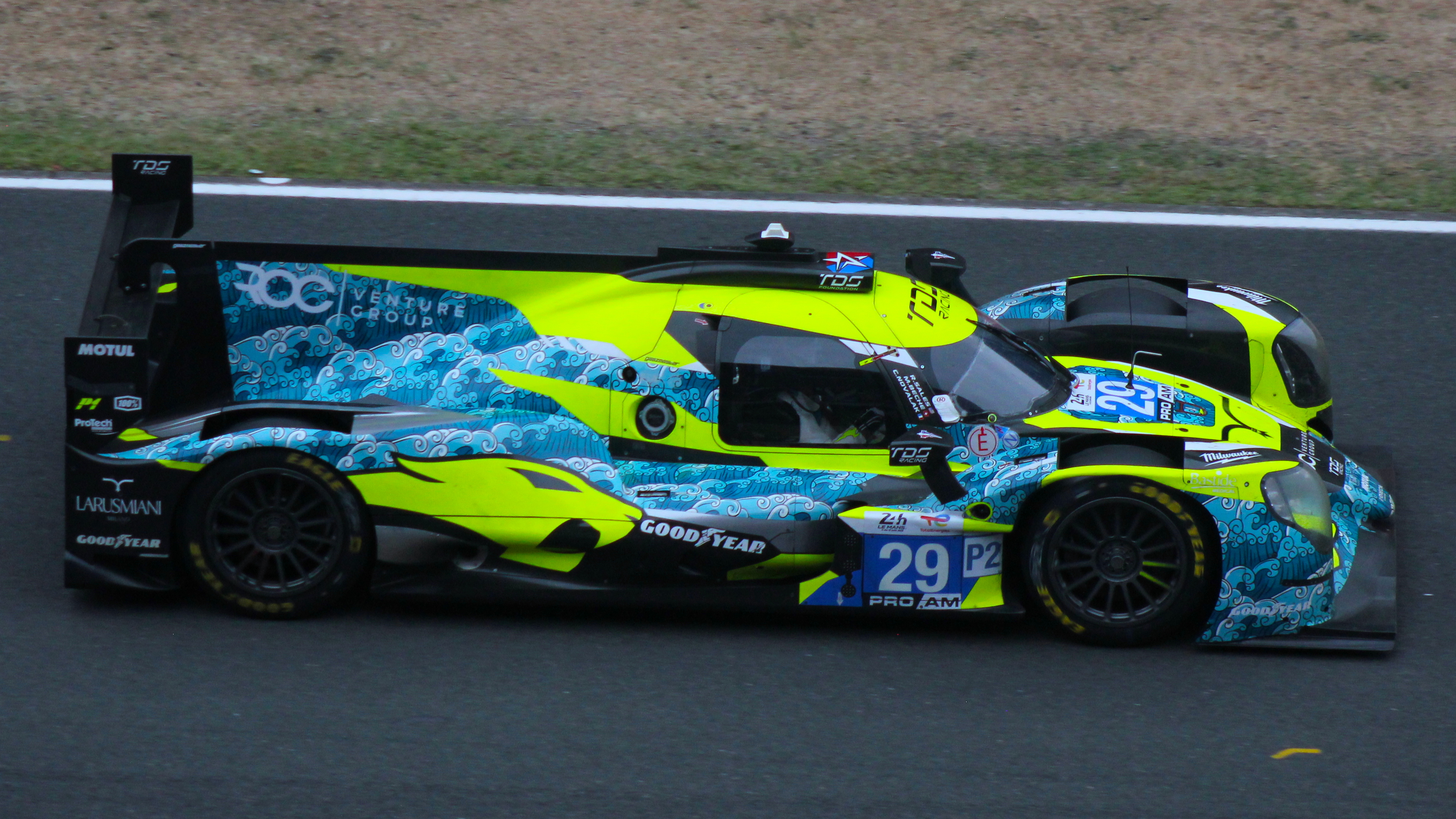
TDS Racing #29
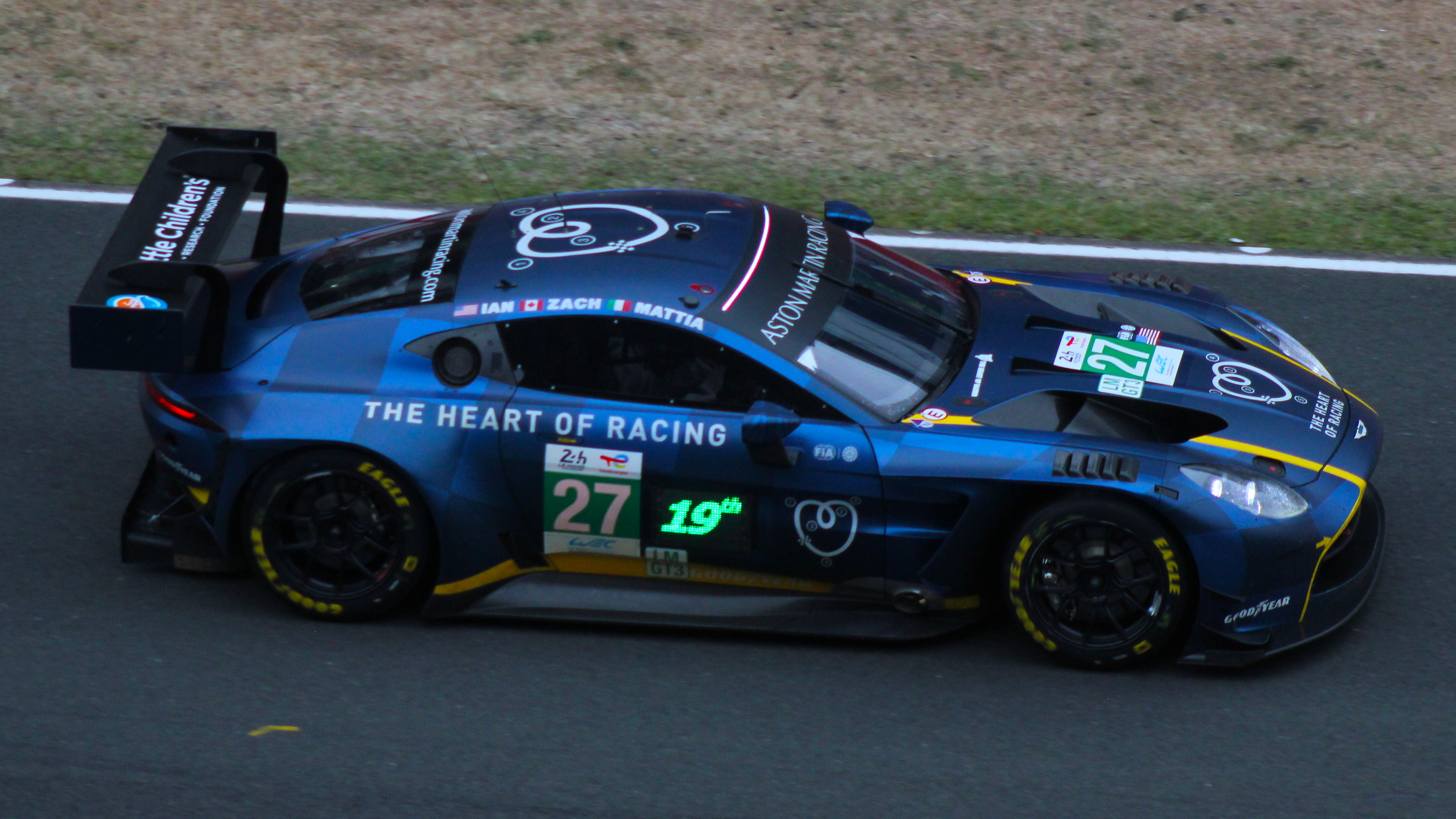
Aston Martin Heart of Racing #27

### Quatrième séance (12 juin – nocturne)
Aucune donnée précise (chronos ou incidents) n’était mentionnée dans les sources officielles. L’objectif de cette session nocturne était de finaliser les réglages avant l'Hyperpole du soir.

## Qualifications

### Classement final
| Pos. | Classe   | N°  | Équipe                    | Qualification | Hyperpole | Gri. |
| ---- | -------- | --- | ------------------------- | ------------- | --------- | ---- |
| 1    | Hypercar | 12  | Cadillac Hertz Team Jota  | 3:22.847      | 3:23.166  | 1    |
| 2    | Hypercar | 38  | Cadillac Hertz Team Jota  | 3:23.467      | 3:23.333  | 2    |
| 3    | Hypercar | 5   | Porsche Penske Motorsport | 3:23.544      | 3:23.475  | 3    |
| 4    | Hypercar | 15  | BMW M Team WRT            | 3:22.887      | 3:23.659  | 4    |
| 5    | Hypercar | 4   | Porsche Penske Motorsport | 3:24.584      | 3:23.983  | 5    |
| 6    | Hypercar | 20  | BMW M Team WRT            | 3:23.805      | 3:24.009  | 6    |
| 7    | Hypercar | 50  | Ferrari AF Corse          | 3:23.514      | 3:24.213  | 7    |
| 8    | Hypercar | 311 | Cadillac Whelen           | 3:23.890      | 3:24.380  | 8    |
| 9    | Hypercar | 36  | Alpine Endurance Team     | 3:23.945      | 3:24.398  | 9    |
| 10   | Hypercar | 8   | Toyota Gazoo Racing       | 3:23.988      | 3:23.546  | 10   |
| 11   | Hypercar | 51  | Ferrari AF Corse          | 3:23.163      | 3:24.143  | 11   |
| 12   | Hypercar | 35  | Alpine Endurance Team     | 3:24.667      | 3:24.153  | 12   |
| 13   | Hypercar | 83  | Ferrari AF Corse          | 3:23.994      | 3:24.327  | 13   |
| 14   | Hypercar | 101 | Cadillac WTR              | 3:24.030      | 3:24.811  | 14   |
| 15   | Hypercar | 009 | Aston Martin Thor Team    | 3:24.869      | 3:25.258  | 15   |
| 16   | Hypercar | 7   | Toyota Gazoo Racing       | 3:25.062      | –         | 16   |
| 17   | Hypercar | 94  | Peugeot TotalEnergies     | 3:25.240      | –         | 17   |
| 18   | Hypercar | 93  | Peugeot TotalEnergies     | 3:25.494      | –         | 18   |
| 19   | Hypercar | 99  | Proton Competition        | 3:25.527      | –         | 19   |
| 20   | Hypercar | 007 | Aston Martin Thor Team    | 3:26.349      | –         | 20   |
| DSQ. | Hypercar | 6   | Porsche Penske Motorsport | 3:23.360      | –         | DSQ. |
| 21   | LMP2     | 29  | TDS Racing                | 3:37.243      | 3:36.225  | 23   |
| 22   | LMP2     | 43  | Inter Europol Competition | 3:36.927      | 3:36.566  | 24   |
| 23   | LMP2     | 199 | AO by TF                  | 3:38.929      | 3:36.540  | 25   |
| 24   | LMP2     | 23  | United Autosports         | 3:37.611      | 3:37.642  | 26   |
| 25   | LMP2     | 22  | United Autosports         | 3:37.983      | 3:35.770  | 27   |
| 26   | LMP2     | 16  | RLR M Sport               | 3:36.593      | –         | 30   |
| 27   | LMP2     | 37  | CLX – Pure Rxing          | 3:36.853      | –         | 31   |
| 28   | LMP2     | 28  | IDEC Sport                | 3:36.975      | 3:38.098  | 32   |
| 29   | LMP2     | 45  | Algarve Pro Racing        | 3:39.684      | 3:38.431  | 33   |
| 30   | LMP2     | 48  | VDS Panis Racing          | 3:38.746      | 3:39.451  | 34   |
| 31   | LMP2     | 11  | Proton Competition        | 3:38.333      | 3:38.552  | 35   |
| 32   | LMP2     | 183 | AF Corse                  | 3:38.338      | 3:37.519  | 36   |
| 33   | LMP2     | 18  | IDEC Sport                | 3:38.407      | 3:38.300  | 37   |
| 34   | LMP2     | 9   | Iron Lynx – Proton        | 3:38.662      | 3:39.330  | 38   |
| 35   | LMP2     | 34  | Inter Europol Competition | 3:41.778      | 3:40.264  | 39   |
| 36   | LMP2     | 24  | Nielsen Racing            | 3:39.479      | 3:38.514  | 40   |
| 37   | LMGT3    | 27  | Heart of Racing Team      | 4:00.063      | Pole (—)  | 41   |
| 38   | LMGT3    | 21  | Vista AF Corse            | 3:57.378      | –         | 42   |
| 39   | LMGT3    | 46  | Team WRT                  | 3:58.515      | –         | 43   |
| 40   | LMGT3    | 61  | Iron Lynx                 | 4:00.307      | –         | 44   |
| 41   | LMGT3    | 92  | Manthey 1st Phorm         | 3:59.986      | –         | 45   |
| 42   | LMGT3    | 81  | TF Sport                  | 4:00.252      | –         | 46   |
| 43   | LMGT3    | 95  | United Autosports         | 3:58.938      | –         | 47   |
| 44   | LMGT3    | 78  | Akkodis ASP Team          | 3:57.807      | –         | 48   |
| 45   | LMGT3    | 57  | Kessel Racing             | 3:58.018      | –         | 49   |
| 46   | LMGT3    | 150 | Richard Mille AF Corse    | 3:58.123      | –         | 50   |
| 47   | LMGT3    | 31  | The Bend Team WRT         | 3:58.324      | –         | 51   |
| 48   | LMGT3    | 54  | Vista AF Corse            | 3:58.731      | 3:57.666  | 52   |
| 49   | LMGT3    | 10  | Racing Spirit of Le Mans  | 3:59.197      | 3:58.703  | 53   |
| 50   | LMGT3    | 193 | Ziggo Sport Tempesta      | 3:58.731      | 3:58.827  | 54   |
| 51   | LMGT3    | 88  | Proton Competition        | 3:59.607      | 3:58.634  | 55   |
| 52   | LMGT3    | 90  | Manthey                   | 3:59.731      | 3:57.769  | 56   |
| 53   | LMGT3    | 77  | Proton Competition        | 3:59.806      | 3:58.442  | 57   |
| 54   | LMGT3    | 63  | Iron Lynx                 | 4:00.175      | 3:59.458  | 58   |
| 55   | LMGT3    | 60  | Iron Lynx                 | 4:00.584      | 3:59.913  | 59   |
| 56   | LMGT3    | 33  | TF Sport                  | 4:01.203      | 3:59.477  | 60   |
| 57   | LMGT3    | 59  | United Autosports         | 4:00.900      | 3:58.872  | 61   |
| 58   | LMGT3    | 13  | AWA Racing                | 4:00.860      | 4:00.249  | 62   |
| 59   | LMGT3    | 85  | Iron Dames                | 4:01.416      | 3:59.615  | 63   |

## Warm-up
La séance de warm-up des 24 Heures du Mans 2025 s'est déroulée le samedi 14 juin au matin, quelques heures avant le départ de la course. Cette session de 15 minutes avait pour objectif de permettre aux équipes de vérifier une dernière fois le bon fonctionnement des voitures et de procéder aux ultimes réglages,.
En catégorie Hypercar, la Ferrari n°83 engagée par AF Corse et pilotée par Robert Kubica a réalisé le meilleur temps de la séance en 3:26.908 minutes. Elle devance la Ferrari officielle n°50 (Antonio Fuoco) de 123 millièmes de seconde. La Toyota GR010 Hybrid n°7, pilotée par Mike Conway, complète le top 3 de la catégorie,.
Du côté des incidents, la Cadillac V-Series.R n°311 du Team Action Express Racing, pilotée par Jack Aitken, est sortie de piste dans les Esses de la Forêt. La voiture a traversé le bac à gravier mais a pu regagner la piste par ses propres moyens. Aucun dégât majeur n'a été signalé. La voiture n'a cependant pas enregistré de temps significatif durant la séance,,.
En LMP2, le meilleur chrono a été signé par Job van Uitert sur l'Oreca 07-Gibson n°28 d'IDEC Sport en 3:38.589 minutes. Il devance la n°18 de Team Jota (André Lotterer) et la n°29 de Duqueine Team (Mathias Beche),.
Dans la catégorie LMGT3, le meilleur temps revient à Daniel Serra sur la Ferrari 296 GT3 n°57 engagée par Kessel Racing, avec un temps de 3:57.681 minutes. Davide Rigon sur la Ferrari n°54 (Vista AF Corse) et Charlie Eastwood sur l'Aston Martin n°81 (TF Sport) complètent les trois premières positions,.
La séance s’est déroulée sur une piste sèche et sans interruption majeure. Elle a permis aux équipes de valider les derniers choix techniques avant le départ de la course, prévu le jour même à 16 h 00.

## Course
Du 14 juin 2025 à 16 h au 15 juin 2025 à 16 h.

### Résumé

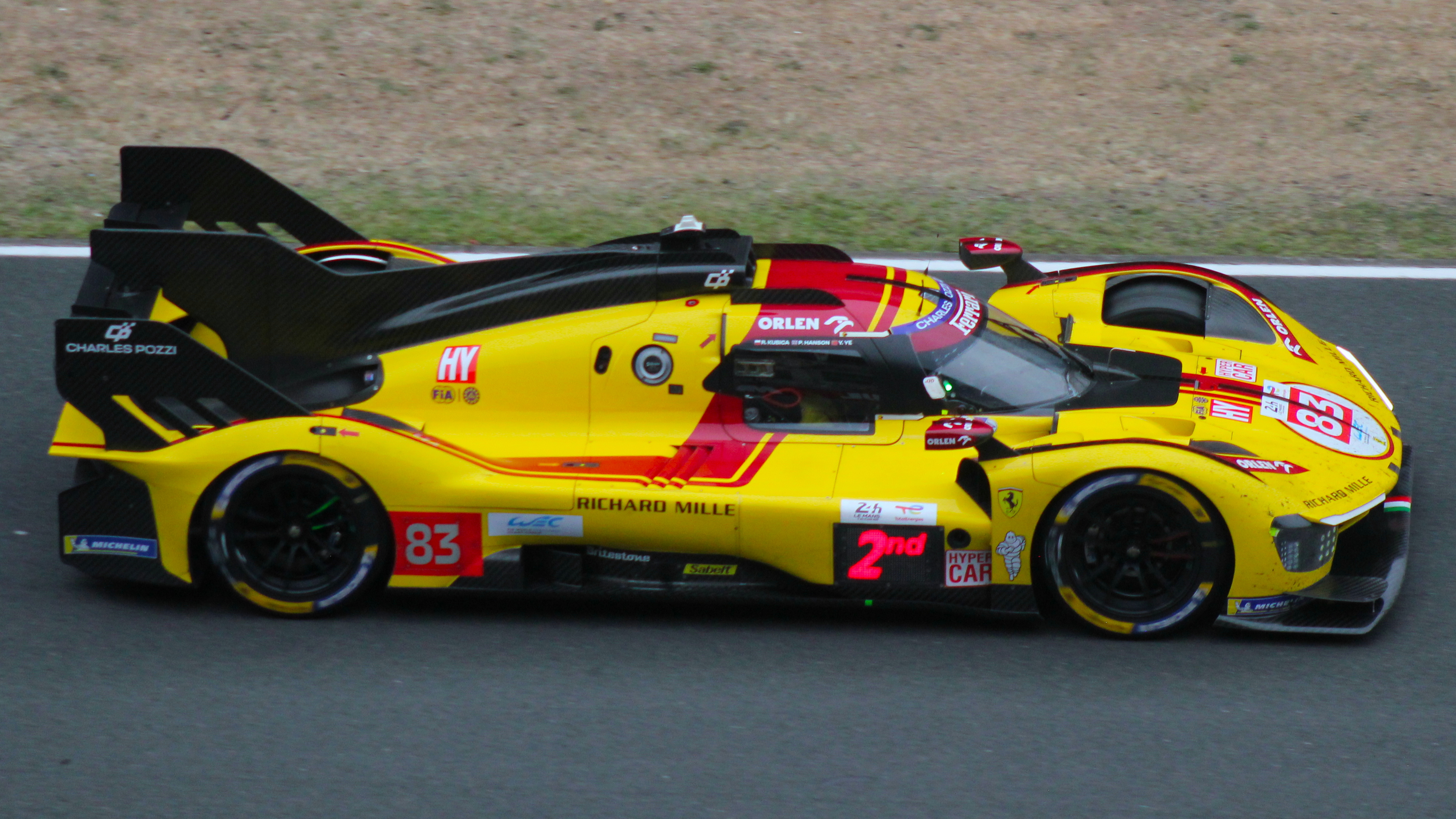
La Ferrari 499P AF Corse #83

Le trio Robert Kubica–Ye Yifei–Phil Hanson (Ferrari 499p AF Corse #83) s’est imposé en bouclant 387 tours, arrachant la victoire à la Porsche Penske #6 (Estre/Vanthoor/Campbell) avec un écart final de 14,084 secondes. Ferrari signe ainsi son troisième succès consécutif au Mans, cette fois avec une structure cliente,.
La Ferrari #50 d’usine (Fuoco/Molina/Nielsen) avait initialement franchi la ligne d’arrivée en quatrième position, mais a été disqualifiée en post-course pour infraction technique (déflection excessive de l'aileron arrière et absence de vis).
Cadillac Hertz Team Jota #12 complète le top 5, tandis que Toyota, Alpine, Peugeot et BMW ont connu des fortunes diverses, avec notamment des problèmes mécaniques affectant plusieurs voitures.
Victoires par catégorie :
- Hypercar : #83 AF Corse Ferrari (Kubica / Ye / Hanson) ;

- LMP2 : #43 Inter Europol Competition (Schmiechowski / Dillmann / Yelloly) ;

- LMGT3 : #92 Manthey 1st Phorm Porsche 911 GT3 R (Hardwick / Pera / Lietz)[4].

### Classements intermédiaires
| Pos. | Après la 1re heure | Après la 1re heure                                                                   | Après 6 heures | Après 6 heures                                                                    | Après 12 heures | Après 12 heures                                                                   | Après 18 heures | Après 18 heures                                                                   |
| Pos. | n°                 | Voiture / Pilotes                                                                    | n°             | Voiture / Pilotes                                                                 | n°              | Voiture / Pilotes                                                                 | n°              | Voiture / Pilotes                                                                 |
| ---- | ------------------ | ------------------------------------------------------------------------------------ | -------------- | --------------------------------------------------------------------------------- | --------------- | --------------------------------------------------------------------------------- | --------------- | --------------------------------------------------------------------------------- |
| 1    | 5                  | Porsche Penske Motorsport Porsche 963 (Hypercar) (Andlauer - Christensen - Jaminet)  | 83             | AF Corse Ferrari 499P (Hypercar) (Kubica - Ye - Hanson)                           | 6               | Porsche Penske Motorsport Porsche 963 (Hypercar) (Estre - L. Vanthoor - Campbell) | 51              | Ferrari AF Corse Ferrari 499P (Hypercar) (Pier Guidi - Calado - Giovinazzi)       |
| 2    | 12                 | Cadillac Hertz Team Jota Cadillac V-Series.R (Hypercar) (Stevens - Nato - Lynn)      | 50             | Ferrari AF Corse Ferrari 499P (Hypercar) (Fuoco - Nielsen - Molina)               | 8               | Toyota Gazoo Racing Toyota GR010 Hybrid (Hypercar) (Buemi - Hartley - Hirakawa)   | 83              | AF Corse Ferrari 499P (Hypercar) (Kubica - Ye - Hanson)                           |
| 3    | 38                 | Cadillac Hertz Team Jota Cadillac V-Series.R (Hypercar) (Bamber - Bourdais - Button) | 6              | Porsche Penske Motorsport Porsche 963 (Hypercar) (Estre - L. Vanthoor - Campbell) | 83              | AF Corse Ferrari 499P (Hypercar) (Kubica - Ye - Hanson)                           | 50              | Ferrari AF Corse Ferrari 499P (Hypercar) (Fuoco - Nielsen - Molina)               |
| 4    | 50                 | Ferrari AF Corse Ferrari 499P (Hypercar) (Fuoco - Nielsen - Molina)                  | 51             | Ferrari AF Corse Ferrari 499P (Hypercar) (Pier Guidi - Calado - Giovinazzi)       | 4               | Porsche Penske Motorsport Porsche 963 (Hypercar) (Nasr - Tandy - Wehrlein)        | 6               | Porsche Penske Motorsport Porsche 963 (Hypercar) (Estre - L. Vanthoor - Campbell) |
| 5    | 6                  | Porsche Penske Motorsport Porsche 963 (Hypercar) (Estre - Vanthoor - Campbell)       | 20             | BMW M Team WRT BMW M Hybrid V8 (Hypercar) (Rast - Frijns - van der Linde)         | 15              | BMW M Team WRT BMW M Hybrid V8 (Hypercar) (D. Vanthoor - Marciello - Magnussen)   | 8               | Toyota Gazoo Racing Toyota GR010 Hybrid (Hypercar) (Buemi - Hartley - Hirakawa)   |

### Déroulement de la course
Le départ, donné le 14 juin à 16 h 00 par le champion de tennis Roger Federer, s'est déroulé dans des conditions sèches. Dès les premiers tours, la Porsche n° 5 décroche la tête avant que les Ferrari prennent progressivement l’avantage. La Ferrari n° 83 d’AF Corse s’installe en tête vers la 7ᵉ heure, suivie de près par la n° 51, toutes deux bénéficiant d’un bon jeu de stratégie,.
Des incidents marquants incluent une collision entre Alpine n° 35 et Peugeot n° 94 à Mulsanne (pénalité drive-through pour Alpine) et la sortie de piste de la Corvette n° 33 en LMGT3, qui a coûté deux tours. Dans les heures suivantes, la Porsche #6 remonte du fond de grille pour prendre la tête brièvement avant que le peloton protégé des Ferrari ne reprenne le dessus à l'heure 14 lors d’une relance sous safety car.
Un moment crucial survient autour de l’heure 20 quand la Ferrari n° 51, alors en tête, part en tête-à-queue dans la chicane du virage des stands, laissant passer la n° 83 qui ne cèdera plus la première place. La Porsche #6 entame une charge audacieuse dans les deux dernières heures, mais la #83 tiendra bon pour s’imposer avec une avance finale de 14,084 secondes.

### Classement final de la course

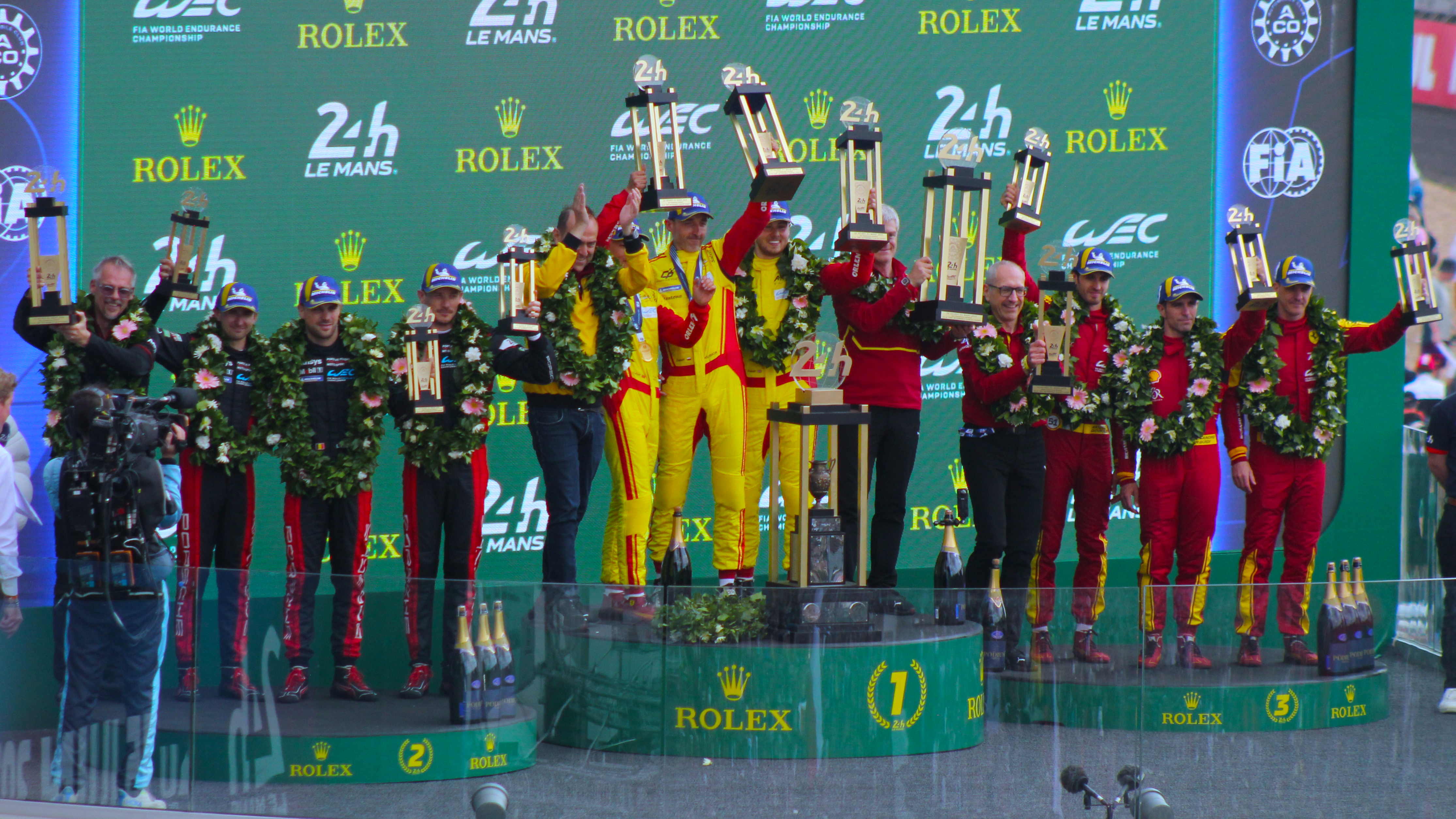
Podium de la catégorie Hypercar Porsche Penske Motorsport à gauche AF Corse au milieu Ferrari AF Corse à droite
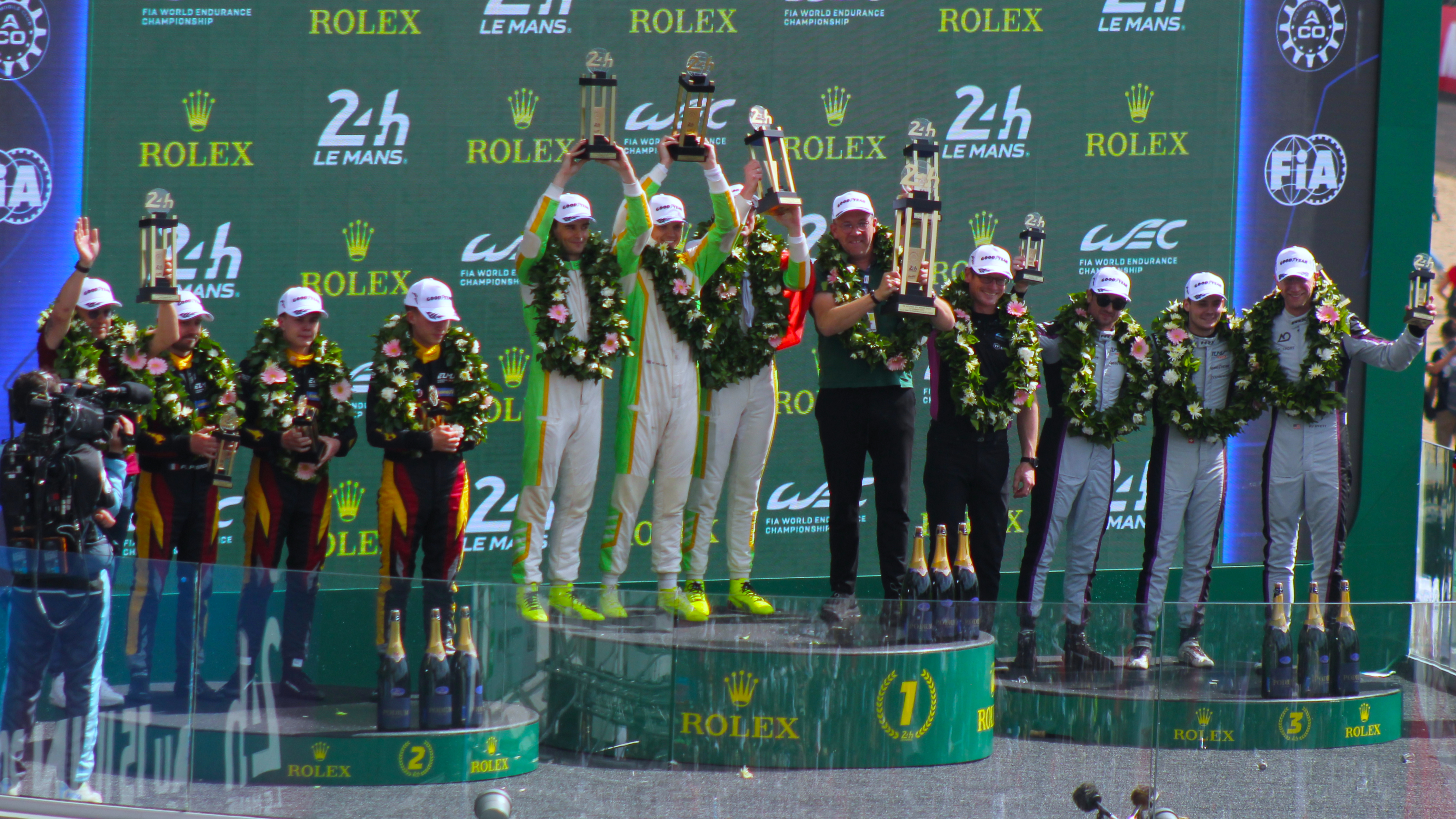
Podium de la catégorie LMP2 Inter Europol Competition à gauche Panis Racing au milieu AO by TF à droite
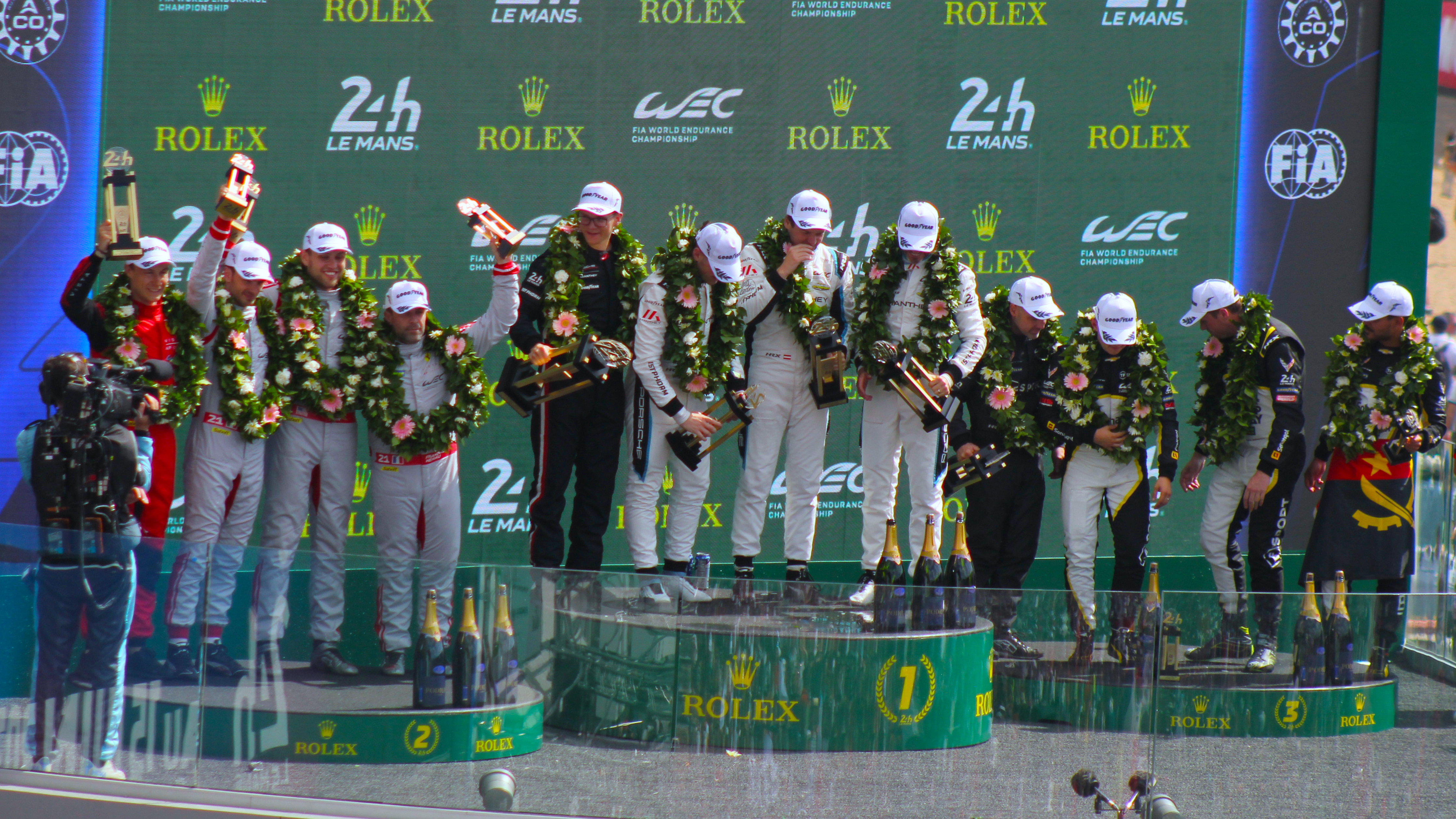
Podium de la catégorie LMGT3 Manthey 1st Phorm à gauche Vista AF Corse au milieu TF Sport à droite

| Pos   | Classe        | no  | Écurie                       | Pilotes                                                         | Châssis                                  | Pneus | Tours | Temps / Abandon                                  |
| Pos   | Classe        | no  | Écurie                       | Pilotes                                                         | Moteur                                   | Pneus | Tours | Temps / Abandon                                  |
| ----- | ------------- | --- | ---------------------------- | --------------------------------------------------------------- | ---------------------------------------- | ----- | ----- | ------------------------------------------------ |
| 1     | Hypercar LMH  | 83  | AF Corse                     | Robert Kubica Ye Yifei Phil Hanson                              | Ferrari 499P                             | M     | 387   | 24 h 2 min 53 s 332                              |
| 1     | Hypercar LMH  | 83  | AF Corse                     | Robert Kubica Ye Yifei Phil Hanson                              | Ferrari 3,0 L V6 Bi-Turbo                | M     | 387   | 24 h 2 min 53 s 332                              |
| 2     | Hypercar LMDh | 6   | Porsche Penske Motorsport    | Kévin Estre Laurens Vanthoor Matt Campbell                      | Porsche 963                              | M     | 387   | + 14 s 084                                       |
| 2     | Hypercar LMDh | 6   | Porsche Penske Motorsport    | Kévin Estre Laurens Vanthoor Matt Campbell                      | Porsche 9RD 4,6 L V8 Bi-Turbo            | M     | 387   | + 14 s 084                                       |
| 3     | Hypercar LMH  | 51  | Ferrari AF Corse             | Alessandro Pier Guidi James Calado Antonio Giovinazzi           | Ferrari 499P                             | M     | 387   | + 28 s 487                                       |
| 3     | Hypercar LMH  | 51  | Ferrari AF Corse             | Alessandro Pier Guidi James Calado Antonio Giovinazzi           | Ferrari 3,0 L V6 Bi-Turbo                | M     | 387   | + 28 s 487                                       |
| 4     | Hypercar LMDh | 12  | Hertz Team Jota              | Will Stevens Norman Nato Callum Ilott                           | Cadillac V-Series.R                      | M     | 387   | + 2 min 18 s 639                                 |
| 4     | Hypercar LMDh | 12  | Hertz Team Jota              | Will Stevens Norman Nato Callum Ilott                           | Cadillac LMC55R 5,5 L V8 Atmo            | M     | 387   | + 2 min 18 s 639                                 |
| 5     | Hypercar LMH  | 7   | Toyota Gazoo Racing          | Mike Conway Kamui Kobayashi Nyck de Vries                       | Toyota GR010 Hybrid                      | M     | 386   | + 1 tour                                         |
| 5     | Hypercar LMH  | 7   | Toyota Gazoo Racing          | Mike Conway Kamui Kobayashi Nyck de Vries                       | Toyota 3.5L V6 Bi-Turbo (Hybrid)         | M     | 386   | + 1 tour                                         |
| 6     | Hypercar LMDh | 5   | Porsche Penske Motorsport    | Julien Andlauer Michael Christensen Mathieu Jaminet             | Porsche 963                              | M     | 386   | + 1 tour                                         |
| 6     | Hypercar LMDh | 5   | Porsche Penske Motorsport    | Julien Andlauer Michael Christensen Mathieu Jaminet             | Porsche 9RD 4,6 L V8 Bi-Turbo            | M     | 386   | + 1 tour                                         |
| 7     | Hypercar LMDh | 38  | Hertz Team Jota              | Earl Bamber Sébastien Bourdais Jenson Button                    | Cadillac V-Series.R                      | M     | 386   | + 1 tour                                         |
| 7     | Hypercar LMDh | 38  | Hertz Team Jota              | Earl Bamber Sébastien Bourdais Jenson Button                    | Cadillac LMC55R 5,5 L V8 Atmo            | M     | 386   | + 1 tour                                         |
| 8     | Hypercar LMDh | 4   | Porsche Penske Motorsport    | Felipe Nasr Nick Tandy Pascal Wehrlein                          | Porsche 963                              | M     | 386   | + 1 tour                                         |
| 8     | Hypercar LMDh | 4   | Porsche Penske Motorsport    | Felipe Nasr Nick Tandy Pascal Wehrlein                          | Porsche 9RD 4,6 L V8 Bi-Turbo            | M     | 386   | + 1 tour                                         |
| 9     | Hypercar LMDh | 35  | Alpine Endurance Team        | Paul-Loup Chatin Ferdinand Habsburg Charles Milesi              | Alpine A424                              | M     | 385   | + 2 tours                                        |
| 9     | Hypercar LMDh | 35  | Alpine Endurance Team        | Paul-Loup Chatin Ferdinand Habsburg Charles Milesi              | Mecachrome V634 3.4L V6 Turbo Hybrid     | M     | 385   | + 2 tours                                        |
| 10    | Hypercar LMDh | 384 | Alpine Endurance Team        | Mick Schumacher Frédéric Makowiecki Jules Gounon                | Alpine A424                              | M     | 384   | + 3 tours                                        |
| 10    | Hypercar LMDh | 384 | Alpine Endurance Team        | Mick Schumacher Frédéric Makowiecki Jules Gounon                | Mecachrome V634 3.4L V6 Turbo Hybrid     | M     | 384   | + 3 tours                                        |
| 11    | Hypercar LMH  | 94  | Peugeot TotalEnergies        | Loïc Duval Malthe Jakobsen Stoffel Vandoorne                    | Peugeot 9X8                              | M     | 384   | + 3 tours                                        |
| 11    | Hypercar LMH  | 94  | Peugeot TotalEnergies        | Loïc Duval Malthe Jakobsen Stoffel Vandoorne                    | Peugeot X6H 2,6 L V6 Bi-Turbo            | M     | 384   | + 3 tours                                        |
| 12    | Hypercar LMH  | 009 | Aston Martin Racing          | Alex Riberas Marco Sørensen Roman De Angelis (en)               | Aston Martin Valkyrie AMR-LMH            | M     | 383   | + 4 tours                                        |
| 12    | Hypercar LMH  | 009 | Aston Martin Racing          | Alex Riberas Marco Sørensen Roman De Angelis (en)               | V12 Cosworth RA (en) 6.5 L atmosphérique | M     | 383   | + 4 tours                                        |
| 13    | Hypercar LMDh | 99  | Proton Competition           | Neel Jani Nicolas Pino Nicolás Varrone (en)                     | Porsche 963                              | M     | 383   | + 4 tours                                        |
| 13    | Hypercar LMDh | 99  | Proton Competition           | Neel Jani Nicolas Pino Nicolás Varrone (en)                     | Porsche 9RD 4,6 L V8 Bi-Turbo            | M     | 383   | + 4 tours                                        |
| 14    | Hypercar LMH  | 007 | Aston Martin Racing          | Harry Tincknell Tom Gamble Ross Gunn (en)                       | Aston Martin Valkyrie AMR-LMH            | M     | 381   | + 6 tours                                        |
| 14    | Hypercar LMH  | 007 | Aston Martin Racing          | Harry Tincknell Tom Gamble Ross Gunn (en)                       | V12 Cosworth RA (en) 6.5 L atmosphérique | M     | 381   | + 6 tours                                        |
| 15    | Hypercar LMH  | 8   | Toyota Gazoo Racing          | Sébastien Buemi Brendon Hartley Ryō Hirakawa                    | Toyota GR010 Hybrid                      | M     | 380   | + 7 tours                                        |
| 15    | Hypercar LMH  | 8   | Toyota Gazoo Racing          | Sébastien Buemi Brendon Hartley Ryō Hirakawa                    | Toyota 3,5 L V6 Bi-Turbo                 | M     | 380   | + 7 tours                                        |
| 16    | Hypercar LMH  | 93  | Peugeot TotalEnergies        | Paul di Resta Mikkel Jensen Jean-Éric Vergne                    | Peugeot 9X8                              | M     | 379   | + 8 tours                                        |
| 16    | Hypercar LMH  | 93  | Peugeot TotalEnergies        | Paul di Resta Mikkel Jensen Jean-Éric Vergne                    | Peugeot X6H 2,6 L V6 Bi-Turbo            | M     | 379   | + 8 tours                                        |
| 17    | Hypercar LMDh | 20  | BMW M Team WRT               | René Rast Robin Frijns Sheldon van der Linde                    | BMW M Hybrid V8                          | M     | 375   | + 12 tours                                       |
| 17    | Hypercar LMDh | 20  | BMW M Team WRT               | René Rast Robin Frijns Sheldon van der Linde                    | BMW P66/3 4.0L V8 Bi-Turbo               | M     | 375   | + 12 tours                                       |
| 18    | LMP2          | 43  | Inter Europol Competition    | Jakub Śmiechowski Tom Dillmann Nick Yelloly                     | Oreca 07                                 | G     | 367   | + 20 tours                                       |
| 18    | LMP2          | 43  | Inter Europol Competition    | Jakub Śmiechowski Tom Dillmann Nick Yelloly                     | Gibson GK428 4,2 L V8 Atmo               | G     | 367   | + 20 tours                                       |
| 19    | LMP2 Pro-Am   | 48  | Panis Racing                 | Oliver Gray Esteban Masson Franck Perera                        | Oreca 07                                 | G     | 367   | + 20 tours                                       |
| 19    | LMP2 Pro-Am   | 48  | Panis Racing                 | Oliver Gray Esteban Masson Franck Perera                        | Gibson GK428 4,2 L V8 Atmo               | G     | 367   | + 20 tours                                       |
| 20    | LMP2 Pro-Am   | 199 | AO by TF                     | P. J. Hyett (en) Dane Cameron Louis Delétraz                    | Oreca 07                                 | G     | 366   | + 21 tours                                       |
| 20    | LMP2 Pro-Am   | 199 | AO by TF                     | P. J. Hyett (en) Dane Cameron Louis Delétraz                    | Gibson GK428 4,2 L V8 Atmo               | G     | 366   | + 21 tours                                       |
| 21    | LMP2          | 9   | Iron Lynx - Proton           | Jonas Ried Macéo Capietto Reshad de Gerus                       | Oreca 07                                 | G     | 365   | + 22 tours                                       |
| 21    | LMP2          | 9   | Iron Lynx - Proton           | Jonas Ried Macéo Capietto Reshad de Gerus                       | Gibson GK428 4,2 L V8 Atmo               | G     | 365   | + 22 tours                                       |
| 22    | LMP2 Pro-Am   | 29  | TDS Racing                   | Rodrigo Sales Mathias Beche Clément Novalak                     | Oreca 07                                 | G     | 365   | + 22 tours                                       |
| 22    | LMP2 Pro-Am   | 29  | TDS Racing                   | Rodrigo Sales Mathias Beche Clément Novalak                     | Gibson GK428 4,2 L V8 Atmo               | G     | 365   | + 22 tours                                       |
| 23    | LMP2 Pro-Am   | 11  | Proton Competition           | Giorgio Roda René Binder Bent Viscaal                           | Oreca 07                                 | G     | 365   | + 22 tours                                       |
| 23    | LMP2 Pro-Am   | 11  | Proton Competition           | Giorgio Roda René Binder Bent Viscaal                           | Gibson GK428 4,2 L V8 Atmo               | G     | 365   | + 22 tours                                       |
| 24    | LMP2          | 22  | United Autosports            | Renger van der Zande Pietro Fittipaldi David Heinemeier Hansson | Oreca 07                                 | G     | 364   | + 23 tours                                       |
| 24    | LMP2          | 22  | United Autosports            | Renger van der Zande Pietro Fittipaldi David Heinemeier Hansson | Gibson GK428 4,2 L V8 Atmo               | G     | 364   | + 23 tours                                       |
| 25    | LMP2          | 25  | Algarve Pro Racing           | Matthias Kaiser Lorenzo Fluxá Théo Pourchaire                   | Oreca 07                                 | G     | 364   | + 23 tours                                       |
| 25    | LMP2          | 25  | Algarve Pro Racing           | Matthias Kaiser Lorenzo Fluxá Théo Pourchaire                   | Gibson GK428 4,2 L V8 Atmo               | G     | 364   | + 23 tours                                       |
| 26    | LMP2 Pro-Am   | 183 | AF Corse                     | François Perrodo Matthieu Vaxiviere António Félix da Costa      | Oreca 07                                 | G     | 364   | + 23 tours                                       |
| 26    | LMP2 Pro-Am   | 183 | AF Corse                     | François Perrodo Matthieu Vaxiviere António Félix da Costa      | Gibson GK428 4,2 L V8 Atmo               | G     | 364   | + 23 tours                                       |
| 27    | LMP2 Pro-Am   | 34  | Inter Europol Competition    | Nick Boulle Jean-Baptiste Simmenauer Luca Ghiotto               | Oreca 07                                 | G     | 363   | + 24 tours                                       |
| 27    | LMP2 Pro-Am   | 34  | Inter Europol Competition    | Nick Boulle Jean-Baptiste Simmenauer Luca Ghiotto               | Gibson GK428 4,2 L V8 Atmo               | G     | 363   | + 24 tours                                       |
| 28    | LMP2 Pro-Am   | 23  | United Autosports            | Daniel Schneider Oliver Jarvis Ben Hanley                       | Oreca 07                                 | G     | 363   | + 24 tours                                       |
| 28    | LMP2 Pro-Am   | 23  | United Autosports            | Daniel Schneider Oliver Jarvis Ben Hanley                       | Gibson GK428 4,2 L V8 Atmo               | G     | 363   | + 24 tours                                       |
| 29    | LMP2 Pro-Am   | 16  | RLR Msport                   | Michael Jensen (de) Ryan Cullen Patrick Pilet                   | Oreca 07                                 | G     | 362   | + 25 tours                                       |
| 29    | LMP2 Pro-Am   | 16  | RLR Msport                   | Michael Jensen (de) Ryan Cullen Patrick Pilet                   | Gibson GK428 4,2 L V8 Atmo               | G     | 362   | + 25 tours                                       |
| 30    | LMP2 Pro-Am   | 45  | Algarve Pro Racing           | George Kurtz Nicky Catsburg Alex Quinn                          | Oreca 07                                 | G     | 362   | + 25 tours                                       |
| 30    | LMP2 Pro-Am   | 45  | Algarve Pro Racing           | George Kurtz Nicky Catsburg Alex Quinn                          | Gibson GK428 4,2 L V8 Atmo               | G     | 362   | + 25 tours                                       |
| 31    | Hypercar LMDh | 15  | BMW M Team WRT               | Dries Vanthoor Raffaele Marciello Kevin Magnussen               | BMW M Hybrid V8                          | M     | 361   | + 26 tours                                       |
| 31    | Hypercar LMDh | 15  | BMW M Team WRT               | Dries Vanthoor Raffaele Marciello Kevin Magnussen               | BMW P66/3 4.0L V8 Bi-Turbo               | M     | 361   | + 26 tours                                       |
| 32    | LMP2          | 37  | CLX Pure Rxcing              | Alex Malykhin (en) Tom Blomqvist Tristan Vautier                | Oreca 07                                 | G     | 358   | + 29 tours                                       |
| 32    | LMP2          | 37  | CLX Pure Rxcing              | Alex Malykhin (en) Tom Blomqvist Tristan Vautier                | Gibson GK428 4,2 L V8 Atmo               | G     | 358   | + 29 tours                                       |
| 33    | LMGT3         | 92  | Manthey 1st Phorm            | Ryan Hardwick Riccardo Pera Richard Lietz                       | Porsche 911 GT3 R                        | G     | 341   | + 46 tours                                       |
| 33    | LMGT3         | 92  | Manthey 1st Phorm            | Ryan Hardwick Riccardo Pera Richard Lietz                       | Porsche 4.2L Flat-6 Atmo                 | G     | 341   | + 46 tours                                       |
| 34    | LMGT3         | 21  | Vista AF Corse               | François Hériau Simon Mann Alessio Rovera                       | Ferrari 296 GT3                          | G     | 341   | + 46 tours                                       |
| 34    | LMGT3         | 21  | Vista AF Corse               | François Hériau Simon Mann Alessio Rovera                       | Ferrari F163CE 3.0L V6 Bi-Turbo          | G     | 341   | + 46 tours                                       |
| 35    | LMGT3         | 81  | TF Sport                     | Tom van Rompuy (en) Rui Andrade Charlie Eastwood                | Chevrolet Corvette Z06 GT3.R             | G     | 341   | + 46 tours                                       |
| 35    | LMGT3         | 81  | TF Sport                     | Tom van Rompuy (en) Rui Andrade Charlie Eastwood                | Chevrolet LT6.R 5.5L V8 Atmo             | G     | 341   | + 46 tours                                       |
| 36    | LMGT3         | 27  | Heart of Racing Team         | Ian James Mattia Drudi (en) Zacharie Robichon                   | Aston Martin Vantage GT3                 | G     | 341   | + 46 tours                                       |
| 36    | LMGT3         | 27  | Heart of Racing Team         | Ian James Mattia Drudi (en) Zacharie Robichon                   | Aston Martin M177 4.0L V8 Bi-turbo       | G     | 341   | + 46 tours                                       |
| 37    | LMGT3         | 87  | Akkodis ASP Team             | Răzvan Umbrărescu (en) José María López Clemens Schmid (en)     | Lexus RC F GT3                           | G     | 340   | + 47 tours                                       |
| 37    | LMGT3         | 87  | Akkodis ASP Team             | Răzvan Umbrărescu (en) José María López Clemens Schmid (en)     | Lexus 2UR-GSE 5.4L V8 Atmo               | G     | 340   | + 47 tours                                       |
| 38    | LMGT3         | 90  | Manthey                      | Antares Au (en) Loek Hartog (en) Klaus Bachler                  | Porsche 911 GT3 R                        | G     | 340   | + 47 tours                                       |
| 38    | LMGT3         | 90  | Manthey                      | Antares Au (en) Loek Hartog (en) Klaus Bachler                  | Porsche 4.2L Flat-6 Atmo                 | G     | 340   | + 47 tours                                       |
| 39    | LMGT3         | 33  | TF Sport                     | Ben Keating Jonny Edgar Daniel Juncadella                       | Chevrolet Corvette Z06 GT3.R             | G     | 339   | + 48 tours                                       |
| 39    | LMGT3         | 33  | TF Sport                     | Ben Keating Jonny Edgar Daniel Juncadella                       | Chevrolet LT6.R 5.5L V8 Atmo             | G     | 339   | + 48 tours                                       |
| 40    | LMGT3         | 57  | Kessel Racing                | Takeshi Kimura (en) Daniel Serra Casper Stevenson (en)          | Ferrari 296 GT3                          | G     | 339   | + 48 tours                                       |
| 40    | LMGT3         | 57  | Kessel Racing                | Takeshi Kimura (en) Daniel Serra Casper Stevenson (en)          | Ferrari F163CE 3.0L V6 Bi-Turbo          | G     | 339   | + 48 tours                                       |
| 41    | LMGT3         | 77  | Proton Competition           | Bernardo Sousa (en) Ben Tuck (en) Benjamin Barker               | Ford Mustang GT3                         | G     | 338   | + 49 tours                                       |
| 41    | LMGT3         | 77  | Proton Competition           | Bernardo Sousa (en) Ben Tuck (en) Benjamin Barker               | Ford Coyote 5.4L V8 Atmo                 | G     | 338   | + 49 tours                                       |
| 42    | LMGT3         | 13  | AWA Racing                   | Orey Fidani (en) Lars Kern Matthew Bell                         | Chevrolet Corvette Z06 GT3.R             | G     | 338   | + 49 tours                                       |
| 42    | LMGT3         | 13  | AWA Racing                   | Orey Fidani (en) Lars Kern Matthew Bell                         | Chevrolet LT6.R 5.5L V8 Atmo             | G     | 338   | + 49 tours                                       |
| 43    | LMGT3         | 150 | Richard Mille AF Corse       | Custódio Toledo Lilou Wadoux Riccardo Agostini (en)             | Ferrari 296 GT3                          | G     | 338   | + 49 tours                                       |
| 43    | LMGT3         | 150 | Richard Mille AF Corse       | Custódio Toledo Lilou Wadoux Riccardo Agostini (en)             | Ferrari F163CE 3.0L V6 Bi-Turbo          | G     | 338   | + 49 tours                                       |
| 44    | LMGT3         | 61  | Iron Lynx                    | Martin Berry Lin Hodenius Maxime Martin                         | Mercedes-AMG GT3                         | G     | 337   | + 50 tours                                       |
| 44    | LMGT3         | 61  | Iron Lynx                    | Martin Berry Lin Hodenius Maxime Martin                         | Mercedes-AMG M159 6.2L V8                | G     | 337   | + 50 tours                                       |
| 45    | LMGT3         | 10  | Racing Spirit of Léman       | Derek DeBoer Valentin Hasse-Clot (en) Eduardo Barrichello       | Aston Martin Vantage GT3                 | G     | 336   | + 51 tours                                       |
| 45    | LMGT3         | 10  | Racing Spirit of Léman       | Derek DeBoer Valentin Hasse-Clot (en) Eduardo Barrichello       | Aston Martin M177 4.0L V8 Bi-turbo       | G     | 336   | + 51 tours                                       |
| 46    | LMGT3         | 193 | Ziggo Sport Tempesta         | Jonathan Hui (en) Chris Froggatt Eddie Cheever III (en)         | Ferrari 296 GT3                          | G     | 335   | + 52 tours                                       |
| 46    | LMGT3         | 193 | Ziggo Sport Tempesta         | Jonathan Hui (en) Chris Froggatt Eddie Cheever III (en)         | Ferrari F163CE 3.0L V6 Bi-Turbo          | G     | 335   | + 52 tours                                       |
| 47    | LMGT3         | 63  | Iron Lynx                    | Stephen Grove Brenton Grove (en) Luca Stolz (en)                | Mercedes-AMG GT3                         | G     | 334   | + 53 tours                                       |
| 47    | LMGT3         | 63  | Iron Lynx                    | Stephen Grove Brenton Grove (en) Luca Stolz (en)                | Mercedes-AMG M159 6.2L V8                | G     | 334   | + 53 tours                                       |
| 48    | LMGT3         | 85  | Iron Dames                   | Célia Martin (en) Rahel Frey Sarah Bovy                         | Porsche 911 GT3 R                        | G     | 334   | + 53 tours                                       |
| 48    | LMGT3         | 85  | Iron Dames                   | Célia Martin (en) Rahel Frey Sarah Bovy                         | Porsche 4.2L Flat-6 Atmo                 | G     | 334   | + 53 tours                                       |
| N. c. | LMGT3         | 59  | United Autosports            | James Cottingham Grégoire Saucy Sébastien Baud (en)             | McLaren 720S GT3 Evo                     | G     | 314   | Non classé (distance parcourue insuffisante)     |
| N. c. | LMGT3         | 59  | United Autosports            | James Cottingham Grégoire Saucy Sébastien Baud (en)             | McLaren M840T 4.0L V8Bi-Turbo            | G     | 314   | Non classé (distance parcourue insuffisante)     |
| Abd.  | LMP2          | 28  | IDEC Sport                   | Paul Lafargue Job van Uitert Sebastián Álvarez (en)             | Oreca 07                                 | G     | 308   | Perte d'une roue                                 |
| Abd.  | LMP2          | 28  | IDEC Sport                   | Paul Lafargue Job van Uitert Sebastián Álvarez (en)             | Gibson GK428 4,2 L V8 Atmo               | G     | 308   | Perte d'une roue                                 |
| Abd.  | LMGT3         | 78  | Akkodis ASP Team             | Arnold Robin Jack Hawksworth Finn Gehrsitz                      | Lexus RC F GT3                           | G     | 268   | Accident                                         |
| Abd.  | LMGT3         | 78  | Akkodis ASP Team             | Arnold Robin Jack Hawksworth Finn Gehrsitz                      | Lexus 2UR-GSE 5.4L V8 Atmo               | G     | 268   | Accident                                         |
| Abd.  | Hypercar LMDh | 311 | Cadillac Whelen              | Jack Aitken Felipe Drugovich Frederik Vesti                     | Cadillac V-Series.R                      | M     | 247   | Transmission                                     |
| Abd.  | Hypercar LMDh | 311 | Cadillac Whelen              | Jack Aitken Felipe Drugovich Frederik Vesti                     | Cadillac LMC55R 5,5 L V8 Atmo            | M     | 247   | Transmission                                     |
| Abd.  | LMP2          | 18  | IDEC Sport                   | Jamie Chadwick Mathys Jaubert André Lotterer                    | Oreca 07                                 | G     | 206   | Perte d'une roue                                 |
| Abd.  | LMP2          | 18  | IDEC Sport                   | Jamie Chadwick Mathys Jaubert André Lotterer                    | Gibson GK428 4,2 L V8 Atmo               | G     | 206   | Perte d'une roue                                 |
| Abd.  | LMGT3         | 54  | Vista AF Corse               | Thomas Flohr Francesco Castellacci Davide Rigon                 | Ferrari 296 GT3                          | G     | 192   | Arbre de transmission                            |
| Abd.  | LMGT3         | 54  | Vista AF Corse               | Thomas Flohr Francesco Castellacci Davide Rigon                 | Ferrari F163CE 3.0L V6 Bi-Turbo          | G     | 192   | Arbre de transmission                            |
| Abd.  | Hypercar LMDh | 101 | Cadillac Wayne Taylor Racing | Ricky Taylor Jordan Taylor Filipe Albuquerque                   | Cadillac V-Series.R                      | M     | 189   | Moteur                                           |
| Abd.  | Hypercar LMDh | 101 | Cadillac Wayne Taylor Racing | Ricky Taylor Jordan Taylor Filipe Albuquerque                   | Cadillac LMC55R 5,5 L V8 Atmo            | M     | 189   | Moteur                                           |
| Abd.  | LMP2 Pro-Am   | 24  | Nielsen Racing               | Naveen Rao (de) Cem Bölükbaşı Colin Braun                       | Oreca 07                                 | G     | 170   | Accident                                         |
| Abd.  | LMP2 Pro-Am   | 24  | Nielsen Racing               | Naveen Rao (de) Cem Bölükbaşı Colin Braun                       | Gibson GK428 4,2 L V8 Atmo               | G     | 170   | Accident                                         |
| Abd.  | LMGT3         | 31  | The Bend Team WRT            | Yasser Shahin (en) Timur Boguslavskiy Augusto Farfus            | BMW M4 GT3                               | G     | 168   | Dégâts consécutifs à une collision avec un lapin |
| Abd.  | LMGT3         | 31  | The Bend Team WRT            | Yasser Shahin (en) Timur Boguslavskiy Augusto Farfus            | BMW P58 3.0L I6 M TwinPower Turbo        | G     | 168   | Dégâts consécutifs à une collision avec un lapin |
| Abd.  | LMGT3         | 46  | Team WRT                     | Ahmad Al Harthy Valentino Rossi Kelvin van der Linde            | BMW M4 GT3                               | G     | 156   | Électronique                                     |
| Abd.  | LMGT3         | 46  | Team WRT                     | Ahmad Al Harthy Valentino Rossi Kelvin van der Linde            | BMW P58 3.0L I6 M TwinPower Turbo        | G     | 156   | Électronique                                     |
| Abd.  | LMGT3         | 95  | United Autosports            | Darren Leung (en) Sean Gelael Marino Sato                       | McLaren 720S GT3 Evo                     | G     | 80    | Transmission                                     |
| Abd.  | LMGT3         | 95  | United Autosports            | Darren Leung (en) Sean Gelael Marino Sato                       | McLaren M840T 4.0L V8Bi-Turbo            | G     | 80    | Transmission                                     |
| Abd.  | LMGT3         | 60  | Iron Lynx                    | Andrew Gilbert Fran Rueda (es) Lorcan Hanafin (en)              | Mercedes-AMG GT3                         | G     | 57    | Moteur                                           |
| Abd.  | LMGT3         | 60  | Iron Lynx                    | Andrew Gilbert Fran Rueda (es) Lorcan Hanafin (en)              | Mercedes-AMG M159 6.2L V8                | G     | 57    | Moteur                                           |
| Abd.  | LMGT3         | 88  | Proton Competition           | Stefano Gattuso (en) Gianmarco Levorato Dennis Olsen            | Ford Mustang GT3                         | G     | 46    | Accident                                         |
| Abd.  | LMGT3         | 88  | Proton Competition           | Stefano Gattuso (en) Gianmarco Levorato Dennis Olsen            | Ford Coyote 5.4L V8 Atmo                 | G     | 46    | Accident                                         |
| Dsq.  | Hypercar LMH  | 50  | Ferrari AF Corse             | Antonio Fuoco Nicklas Nielsen Miguel Molina                     | Ferrari 499P                             | M     | 387   | Disqualifé                                       |
| Dsq.  | Hypercar LMH  | 50  | Ferrari AF Corse             | Antonio Fuoco Nicklas Nielsen Miguel Molina                     | Ferrari 3,0 L V6 Bi-Turbo                | M     | 387   | Disqualifé                                       |

## Records du tour
- Meilleur tour en course absolu :  Sébastien Bourdais sur Cadillac V-Series.R en 3 min 26 s 063 au tour 138 (238,1 km/h).
- Meilleur tour en course catégorie Hypercar :  Sébastien Bourdais sur Cadillac V-Series.R en 3 min 26 s 063 au tour 138.
- Meilleur tour en course catégorie LMP2 :  Mathias Beche sur Oreca 07 en 3 min 36 s 267 au tour 119 (226,8 km/h).
- Meilleur tour en course catégorie LMGT3 :  Mattia Drudi sur Aston Martin Vantage GT3 en 3 min 55 s 456 au tour 132 (208,3 km/h)[16].

## Tours en tête
| Pos. finale | Pos./nb. tours en tête | Classe   | N° | Équipe                    | Tours en tête |
| ----------- | ---------------------- | -------- | -- | ------------------------- | ------------- |
| 1           | 1                      | Hypercar | 83 | Ferrari AF Corse          | 140           |
| 3           | 2                      | Hypercar | 51 | Ferrari AF Corse          | 95            |
| 2           | 3                      | Hypercar | 6  | Porsche Penske Motorsport | 65            |
| 16          | 4                      | Hypercar | 8  | Toyota Gazoo Racing       | 6             |
| 12          | 5                      | Hypercar | 94 | Peugeot TotalEnergies     | 2             |

## Ford Mustang Challenge Invitational
Le Ford Mustang Challenge Invitational s’est déroulé comme course de soutien au Mans les 13 et 14 juin 2025, sur le circuit de la Sarthe, avec des Ford Mustang Dark Horse R réparties en trois classes : Dark Horse, Legends et Stars.
Lors de la première manche (vendredi matin, 13 juin), Cameron McLeod (#92 Ryan McLeod Racing Cars) a conservé la pole position et mené l’intégralité de la course pour remporter la victoire en classe Dark Horse. Sam Paley (#26 Paley Motorsport) et Marco Signoretti (#97 Academy Motorsport) complètent le podium. Dans les classes Legends et Stars, les victoires sont revenues respectivement à Alex Bachoura (#33 Spark Performance) et Chelsea DeNofa (#88 Creative AutoSport).
La deuxième manche (samedi matin, 14 juin) a vu McLeod renouveler sa performance : partant en pole, il a remporté sa deuxième victoire consécutive, réalisant ainsi un doublé. Dans la classe Stars, Tanner Foust s’est imposé, tandis qu’Alfonso Diaz a gagné la catégorie Legends. La course s’est conclue sur un duel disputé entre McLeod et Robert Noaker, remporté au dernier tour par McLeod,,,.

## Road to Le Mans
Road to Le Mans, support officiel du WEC, comprenait deux courses mixtes pour LMP3 et GT3 les 12 et 14 juin 2025.
Lors de la Course 1 (jeudi soir, 12 juin), la Ligier JS P3 n°85 de CLX Motorsport, pilotée par Hugo Schwarze et Luciano Moreno, s’est imposée en LMP3. La course fut neutralisée en début de tour à cause d’un accident, mais s’est conclue par un sprint maîtrisé par l’équipe CLX.
La Course 2 (samedi matin, 14 juin) a été marquée par un moment historique : Léna Bühler, en LMP3, est devenue la première femme à remporter une manche du Road to Le Mans. La course a été interrompue après une collision impliquant plusieurs Ligier (dont les n°8 et 29), puis relancée pour se terminer jusqu’au drapeau à damier. En GT3, Eliseo Donno s’est montré performant dès les qualifications, bien que la course n'ait pas apporté de changement majeur dans la hiérarchie traditionnelle. Un incident notable a eu lieu impliquant le pilote Gino‑Generoso Forgione (Ferrari n°21). Après une collision avec Josep Mayola Comadira (Ferrari n°23) dans le deuxième tour, les deux véhicules sont partis à la faute et immobilisés, provoquant la sortie de la safety car. Forgione, visiblement frustré, est sorti de son véhicule, puis a frappé violemment la voiture adverse, donnant plusieurs coups de pied et de poing à la carrosserie avant d’être maîtrisé par les commissaires. L’incident a été largement condamné, tant par les commentateurs que par la presse, et Forgione a été exclu de la course, faisant l’objet d’une enquête disciplinaire,,,.

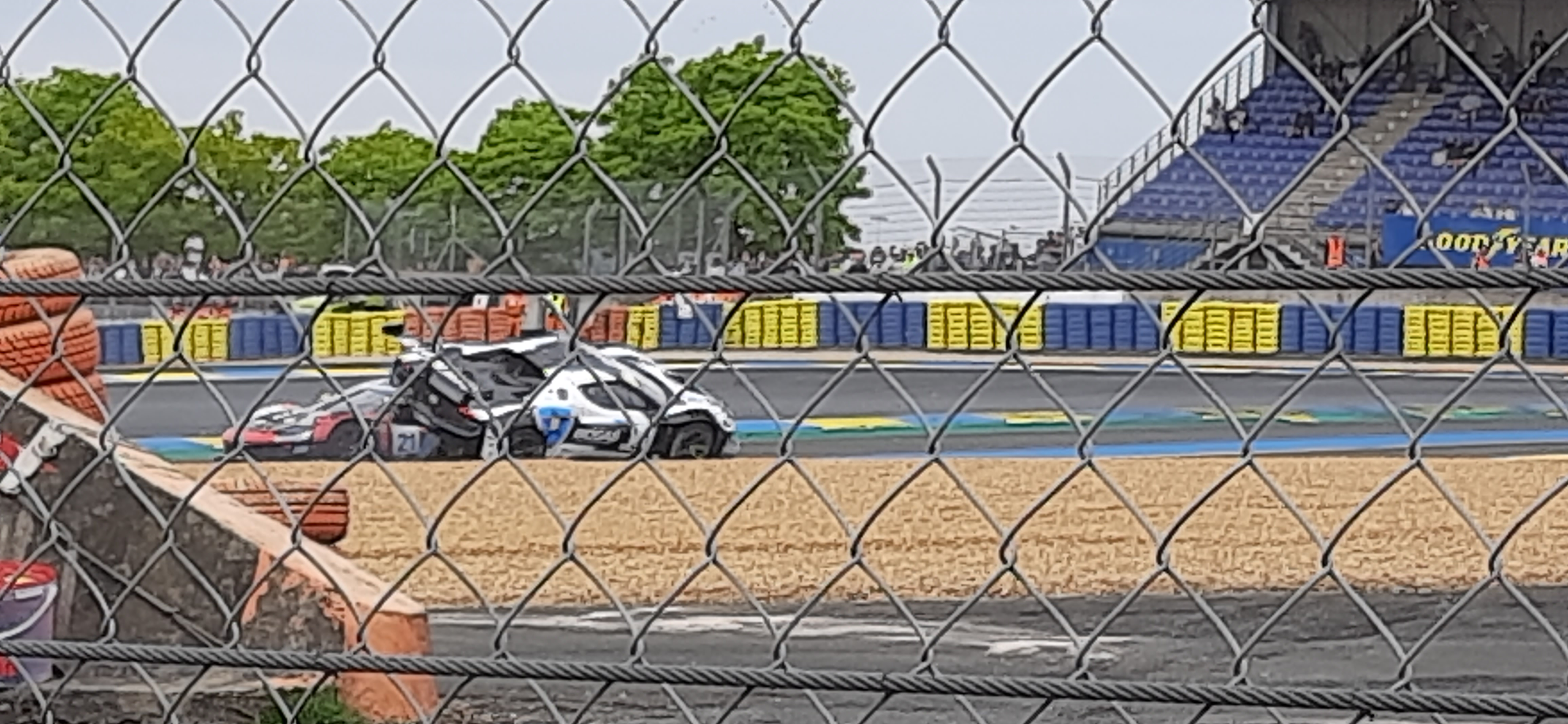
Un instant du crash entre Gino‑Generoso Forgione (Ferrari n°21) et Josep Mayola Comadira (Ferrari n°23)
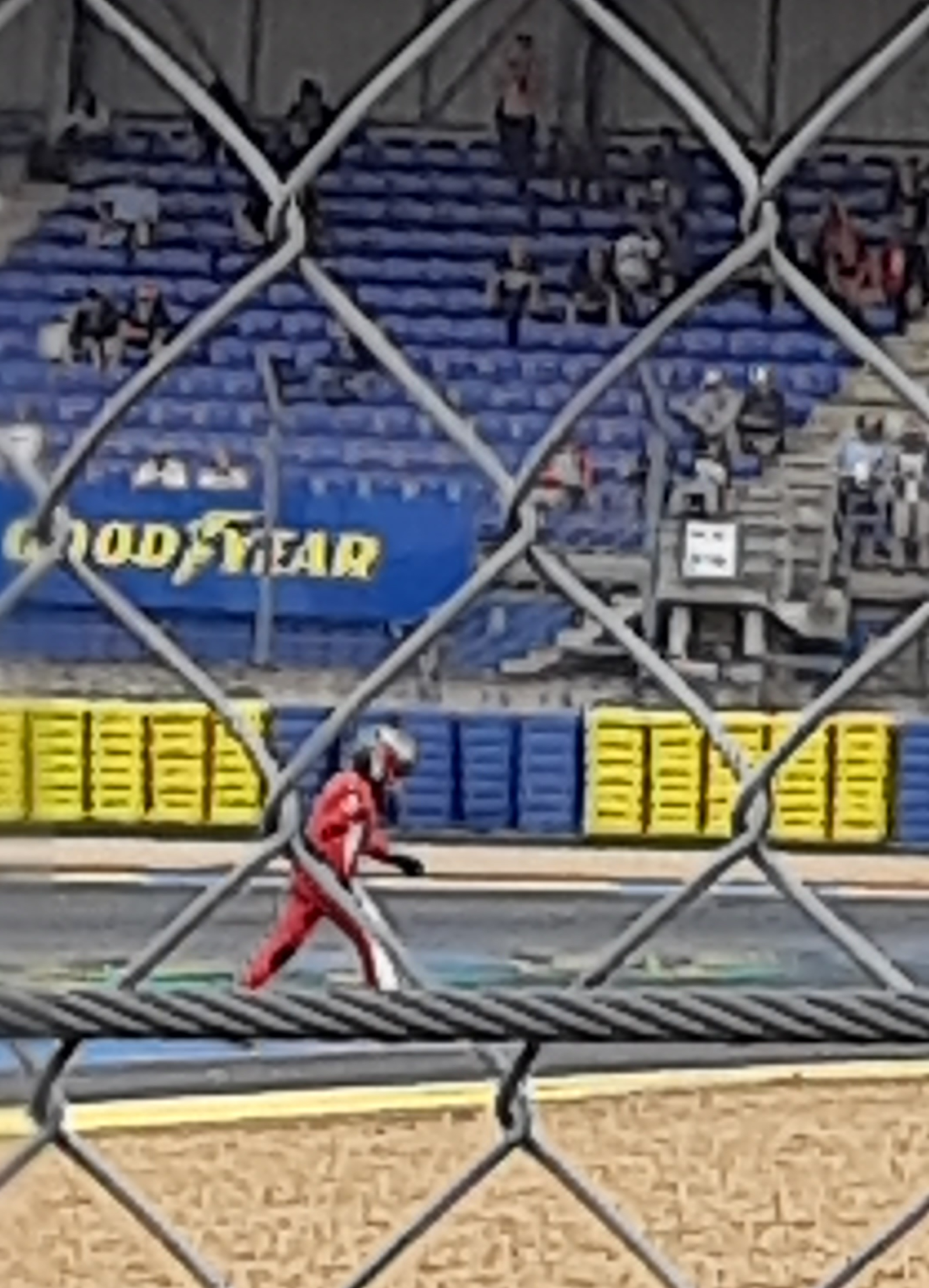
Gino‑Generoso Forgione sur sa course pour frapper la voiture adverse

## Nouveautés

### Village H₂
L’édition 2025 a vu l’inauguration du Village H₂, un espace entièrement dédié aux technologies de l’hydrogène (pile à combustible, stockage, bus, vélos, drones, etc.), inauguré par Pierre Fillon et animé par des démonstrations dynamiques, des conférences et des ateliers pédagogiques. Toyota Gazoo Racing y a également dévoilé son GR LH₂ Racing Concept, un prototype propulsé au hydrogène liquide, soulignant l’engagement du constructeur japonais vers la neutralité carbone,.

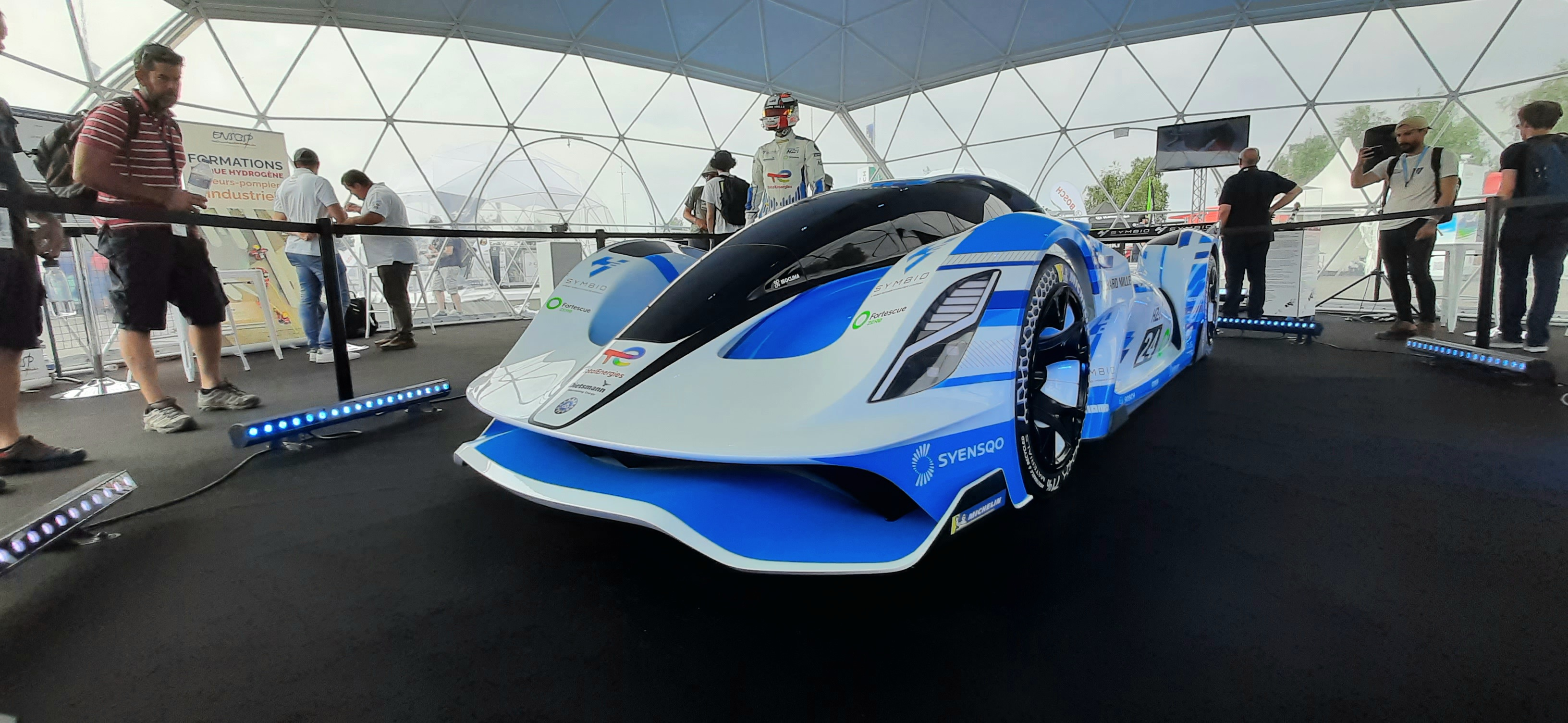
Mission H24
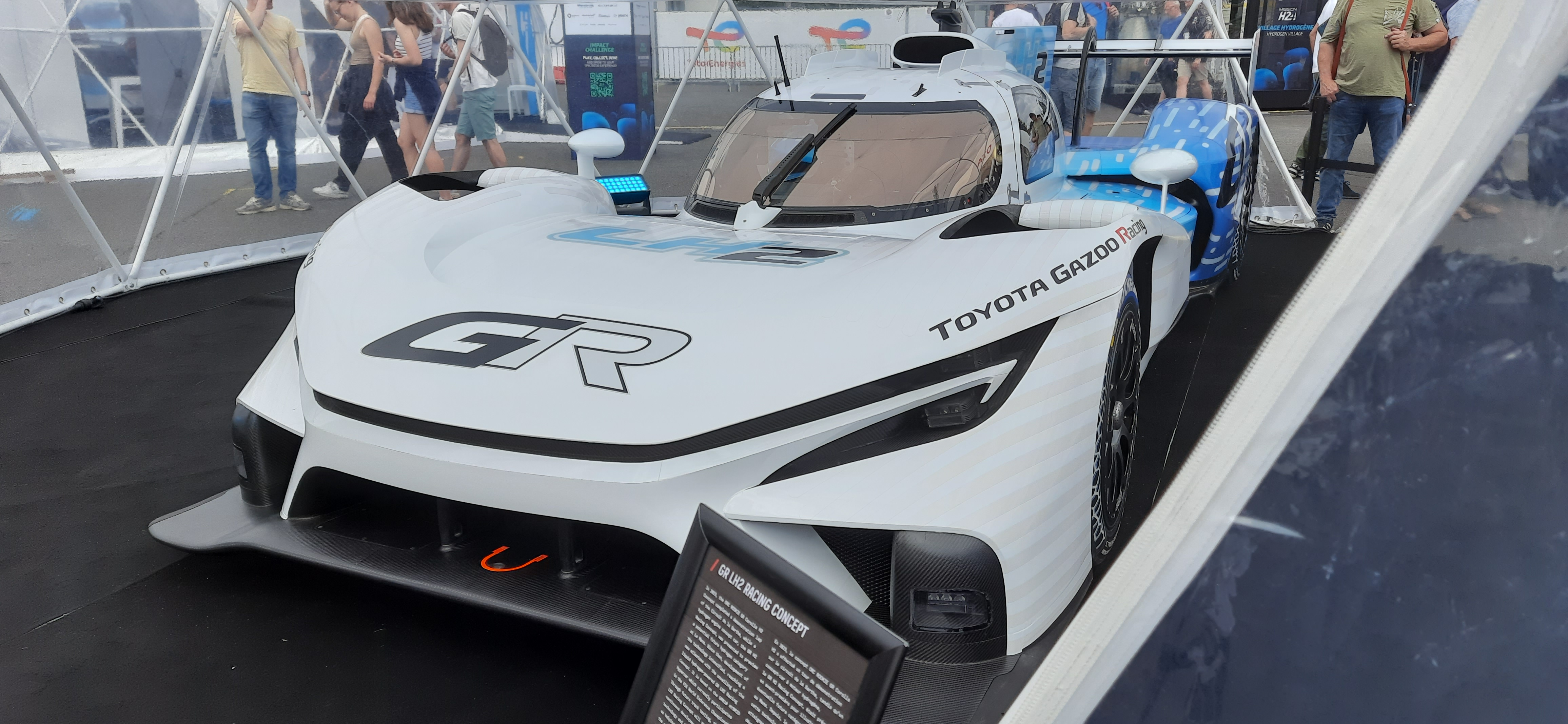
Toyota GR LH₂ Racing Concept
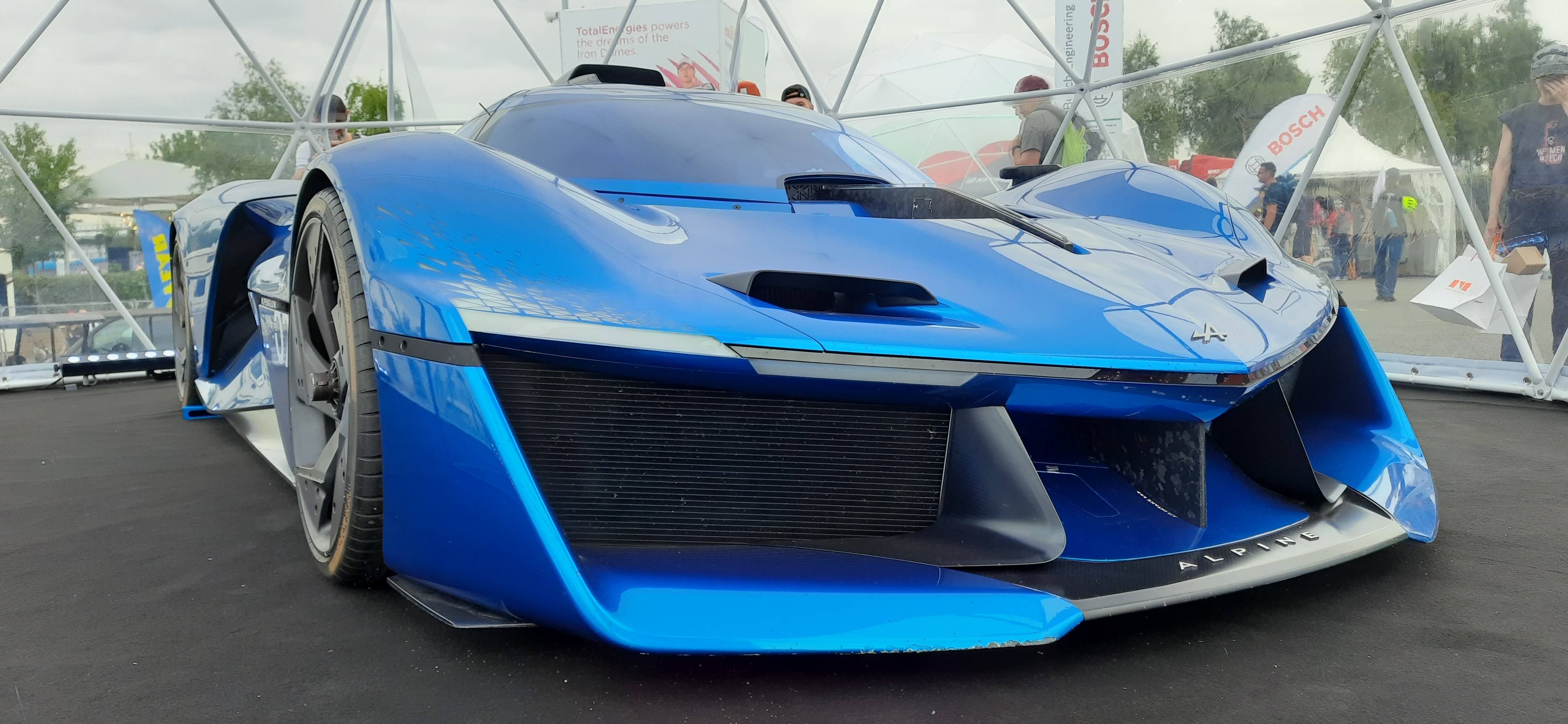
Alpine Alpenglow Hy6

### Genesis GMR‑001
Genesis Magma Racing a présenté pour la première fois sa nouvelle Hypercar GMR‑001, développée sous la réglementation LMDh en partenariat avec Oreca. Un modèle grandeur nature a été exposé dans le Manufacturer Village, annonçant un programme complet comprenant des essais dynamiques (dynamo test, roulage sur circuit) en préparation de sa participation au WEC à partir de 2026,. Le châssis, conçu par Oreca et piloté en développement par des cadres expérimentés (Lotterer, Derani), utilise un V8 bi-turbo dérivé de la technologie Hyundai-WRC,.

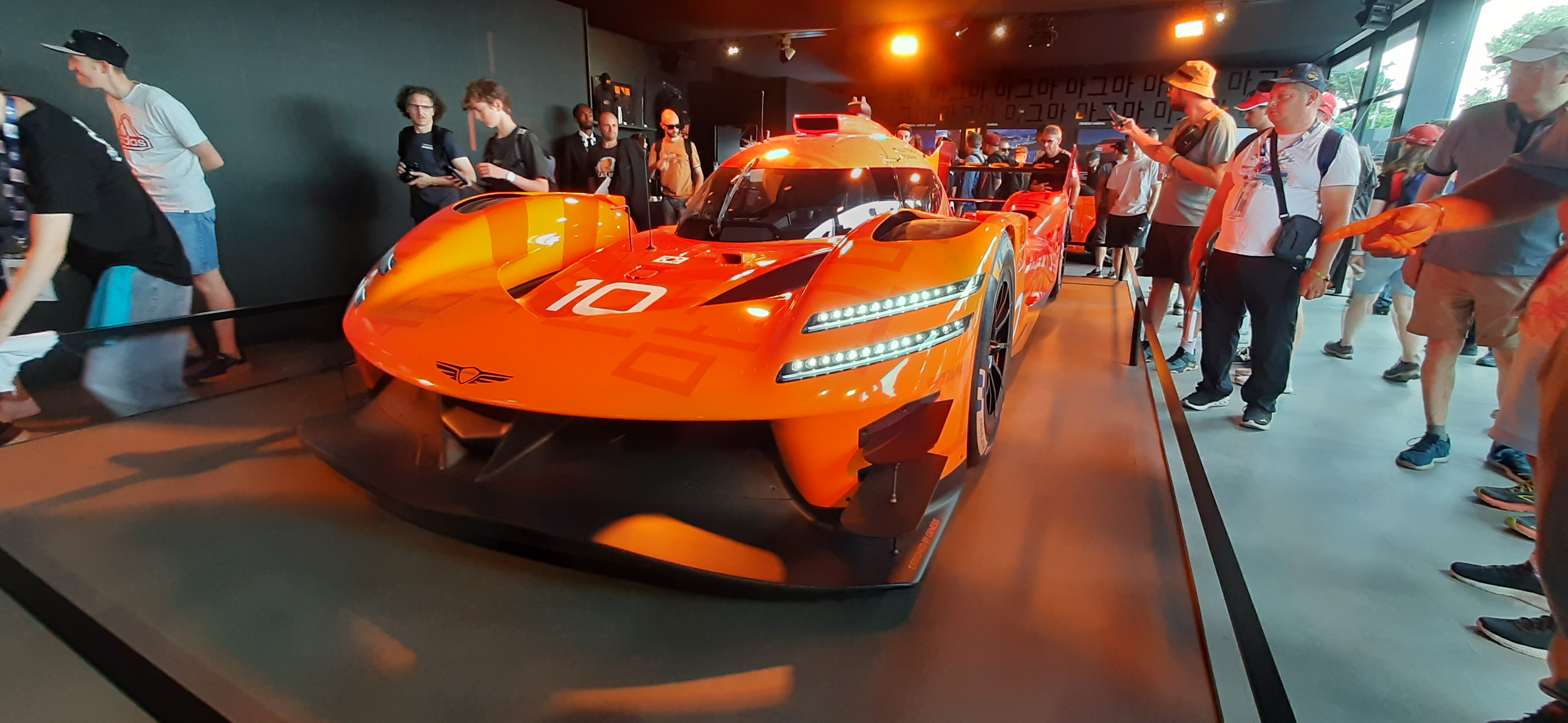
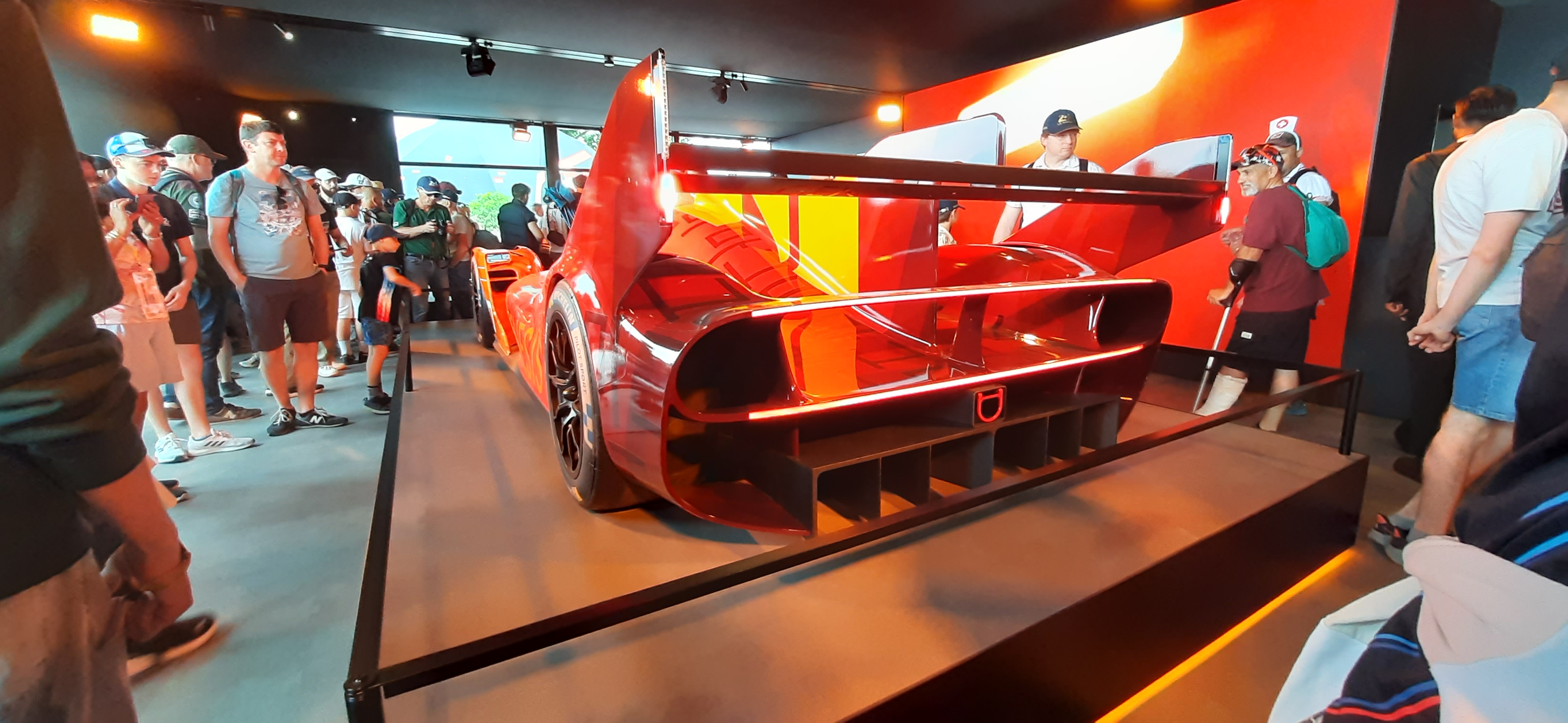
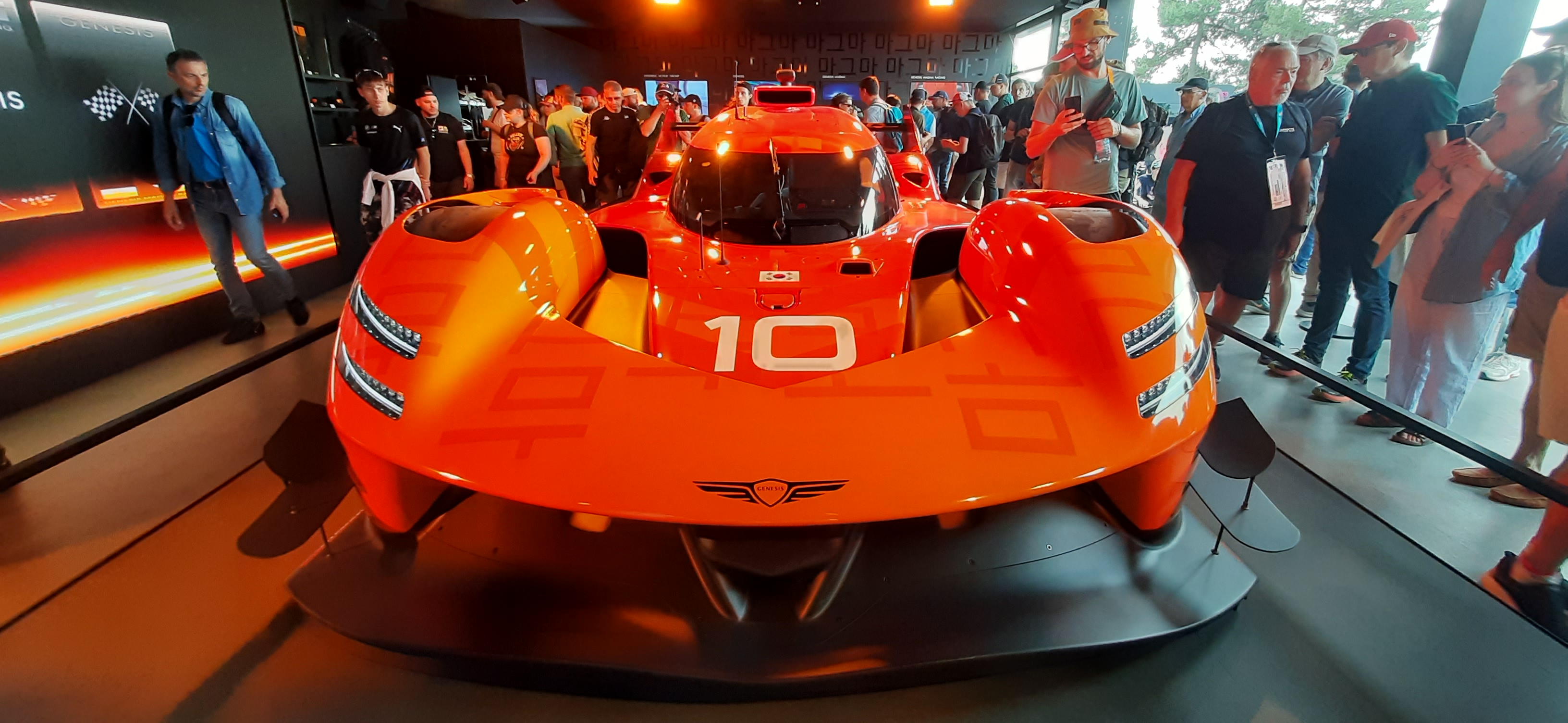
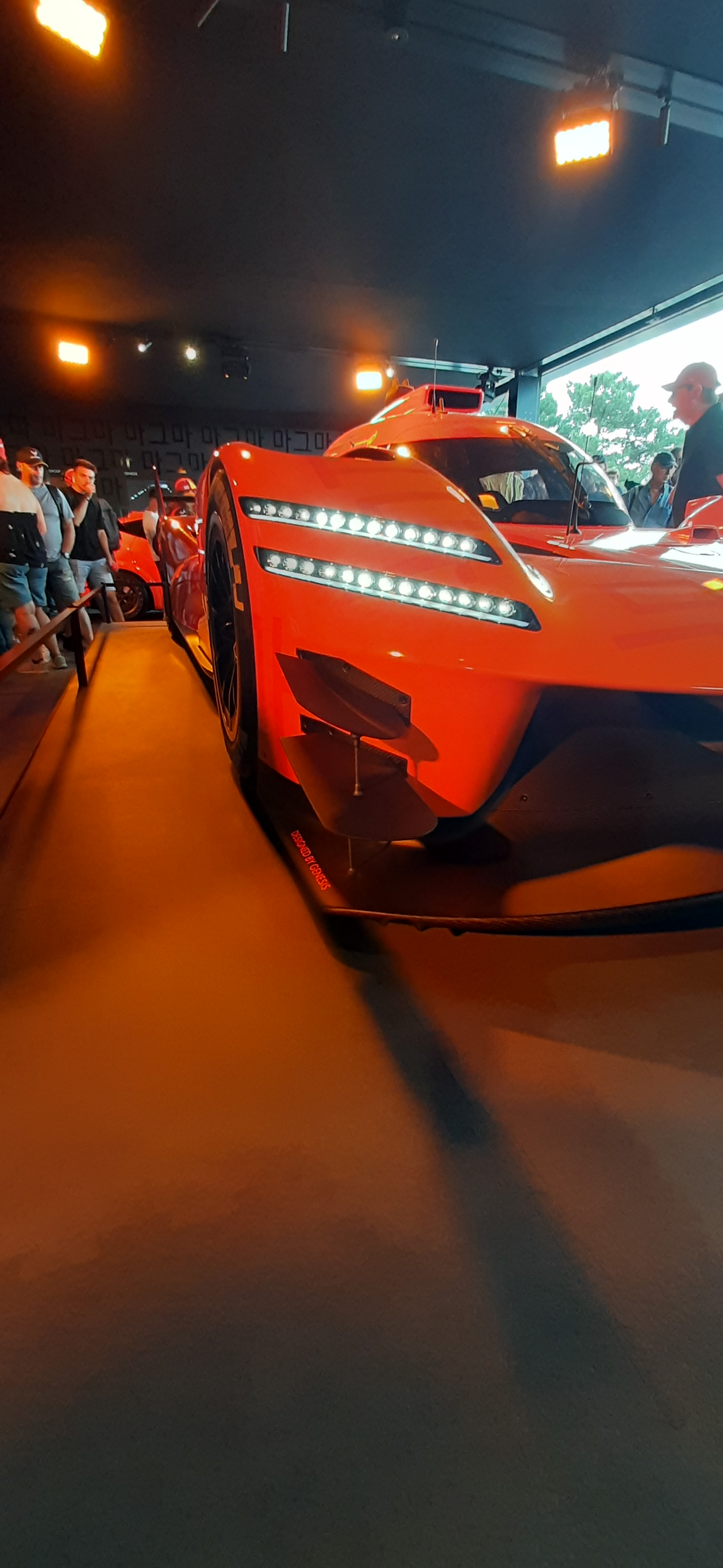
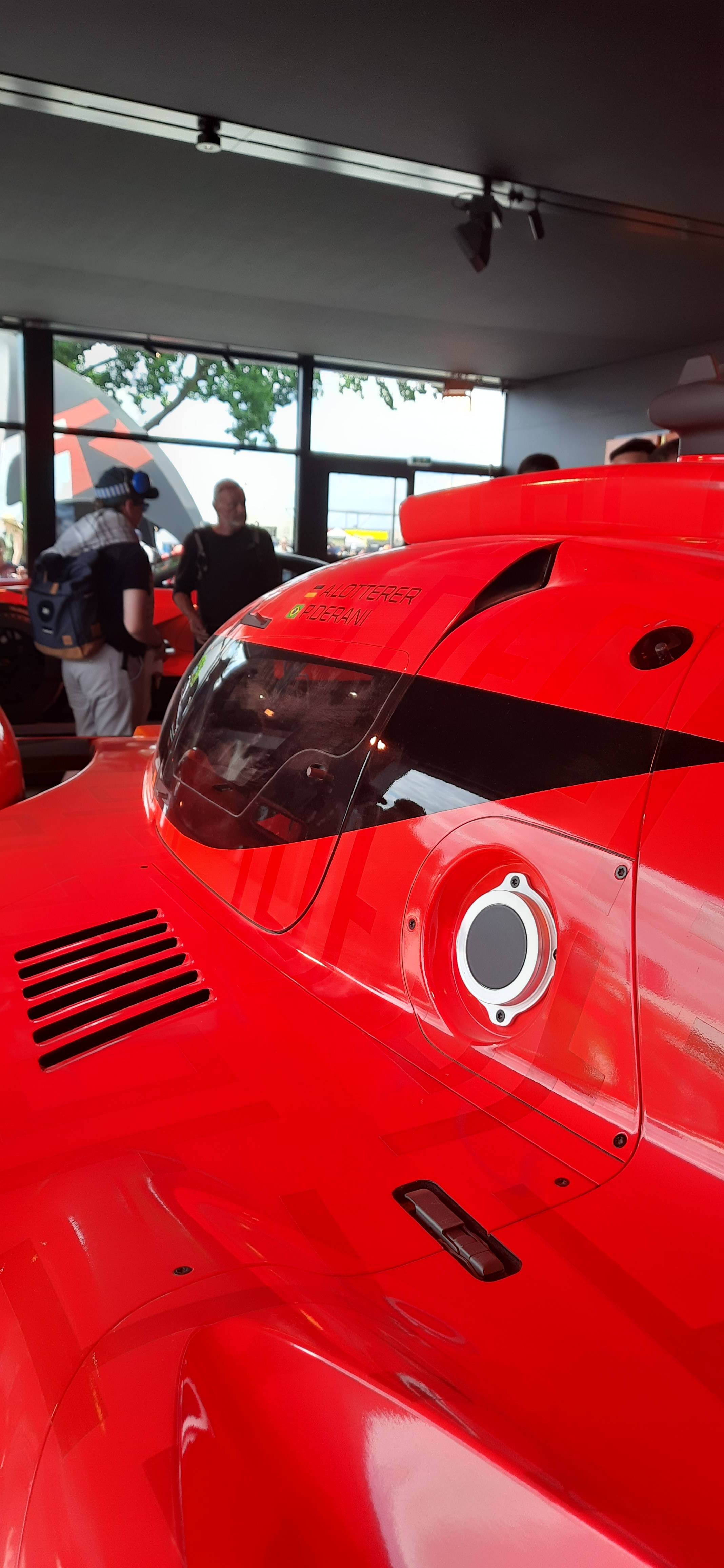

### McLaren en Hypercar en 2027
McLaren Racing a profité de l’événement pour annoncer officiellement son retour en endurance, avec une nouvelle Hypercar prévue pour faire ses débuts en 2027. Ce prototype, construit par Dallara, sera propulsé par un V6 bi-turbo hybride et aligné sous l’enseigne « McLaren United AS » en partenariat avec United Autosports. McLaren entamera également la vente d’un modèle « Project: Endurance » destiné aux clients, basé sur la version compétition,,.

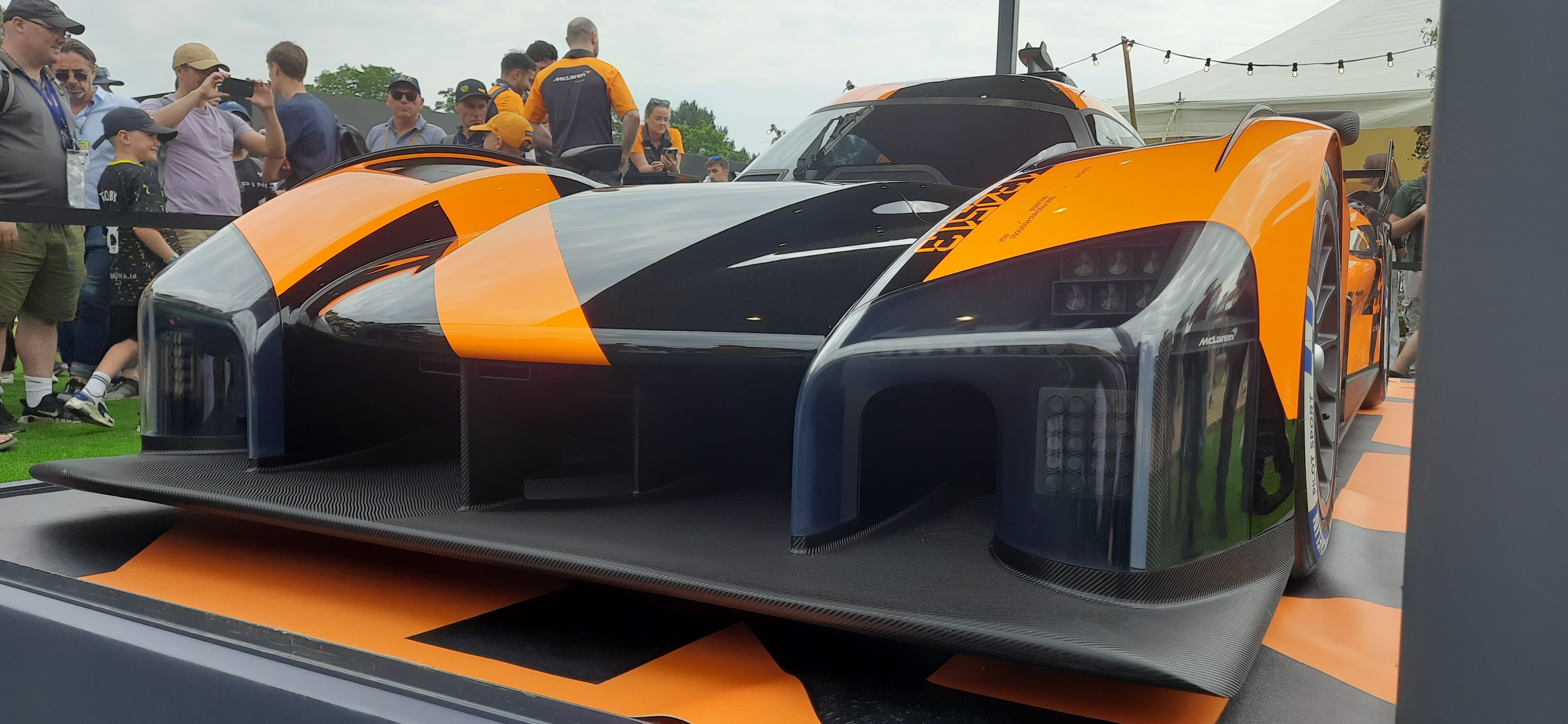
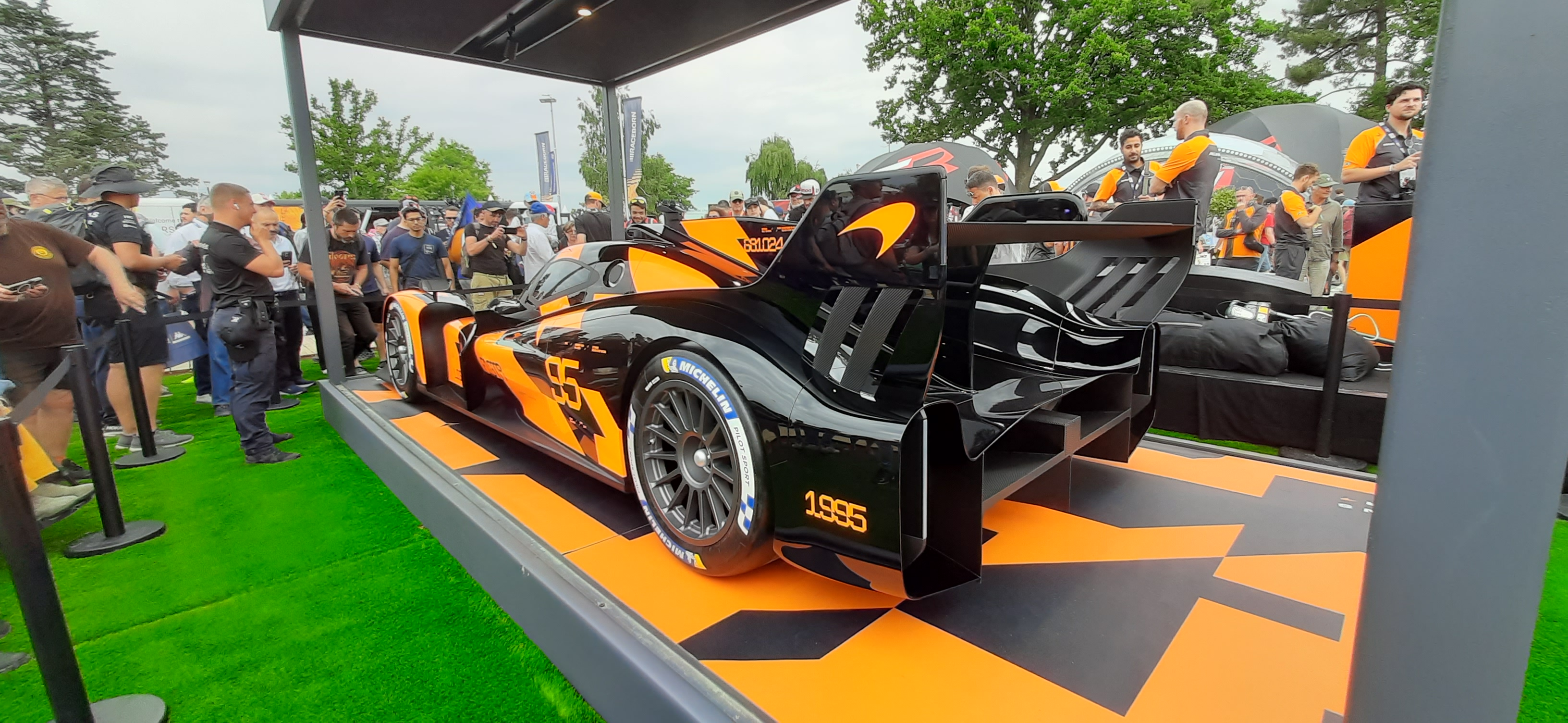
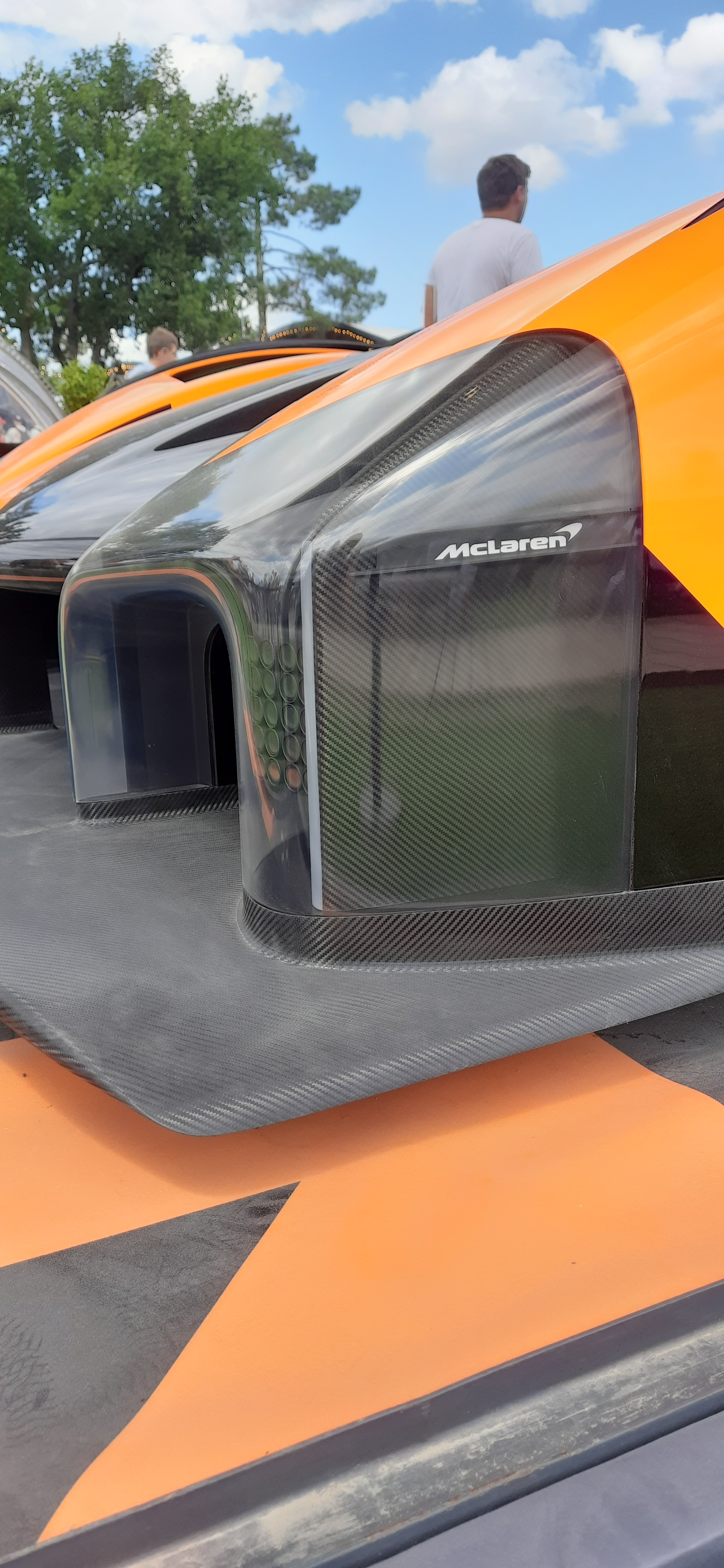
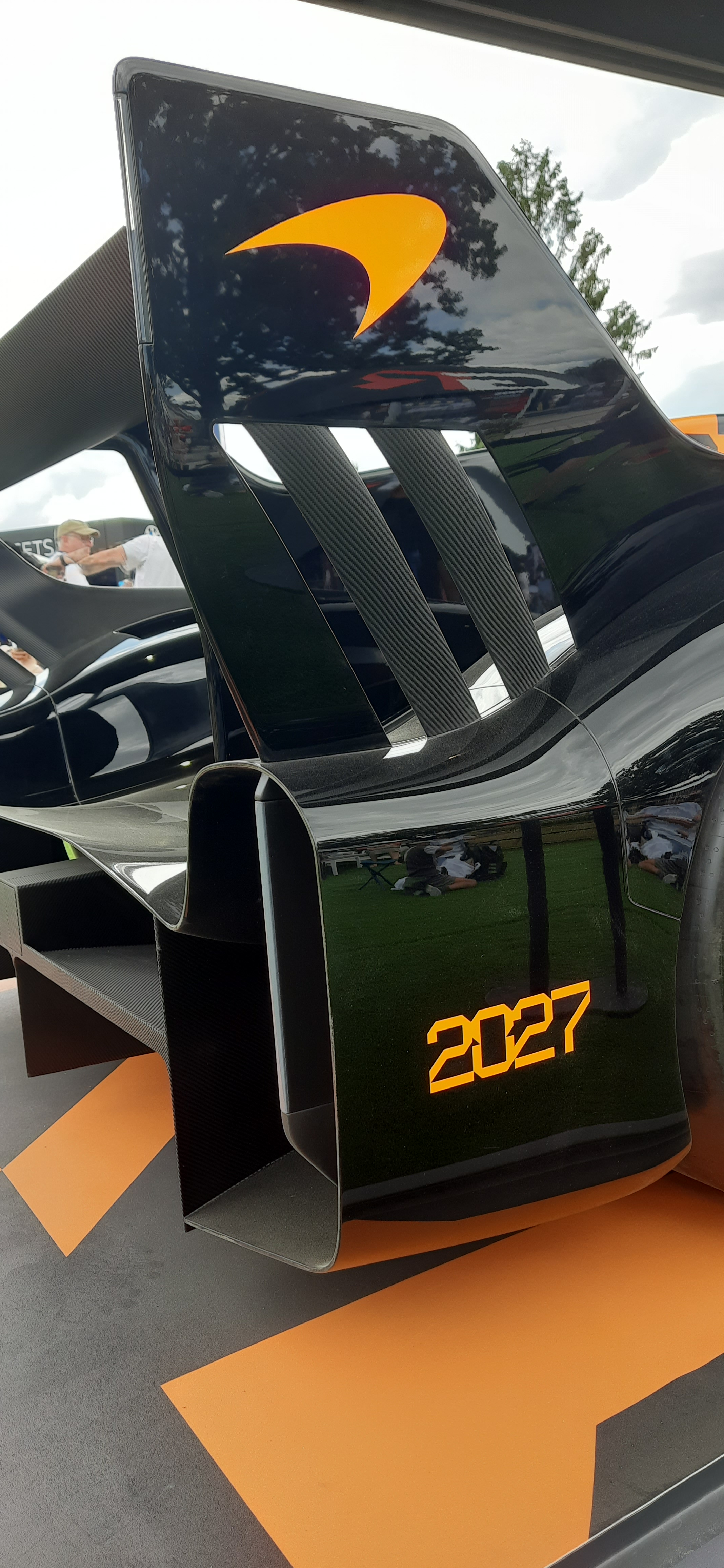

### Évolution des pneumatiques et du règlement BoP
Michelin a dévoilé une nouvelle génération de pneumatiques endurance pour cette édition, optimisés pour la durabilité et la performance sur de longues périodes. Parallèlement, des ajustements réglementaires de la Balance of Performance (BoP) ont été opérés par la FIA et l’ACO afin d’harmoniser les performances entre les différents types de motorisations et châssis.

### Engagement environnemental
Au-delà du Village H₂, l’ACO a renforcé son engagement écologique en mettant en place des initiatives telles que la réduction des déchets, l’optimisation énergétique sur le site et la sensibilisation des spectateurs à la mobilité durable, dans le cadre de sa stratégie « Mission H24 ».

## À noter
- Longueur du circuit : 13,626 km (13 626 m)
- Nombre de virages : 38
- Nom du circuit : Circuit automobile de la Sarthe
- Lieu : Le Mans, Pays de la Loire, France